# 日産・パトロール
パトロール（Patrol ）は、日産車体が製造し、日産自動車が日本国外で販売している四輪駆動方式の自動車である。
日本国内では1951年（昭和26年）から1980年（昭和55年）まで販売され、同年のフルモデルチェンジに際してサファリと改名し、2007年（平成19年）まで販売された。
車名の由来通り、初代から警察車両や消防車、軍用車両として用いられることが多く、すべての世代で四輪駆動とラダーフレームを採用しているオフロード車である。
2024年現在、5代目と6代目は国際援助団体などの法人顧客や政府関係者などの要人向けに、日産トレーデイングから直販されている。

## 初代 4W60型系 （1951年-1960年）

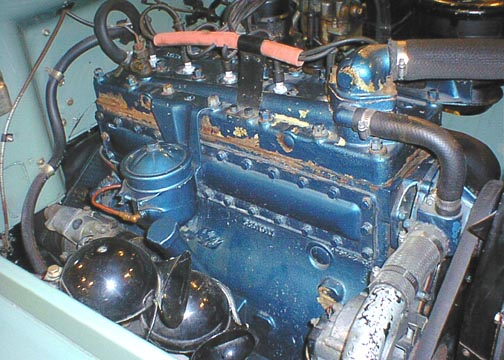
4W61型用C（NC）型サイドバルブエンジン

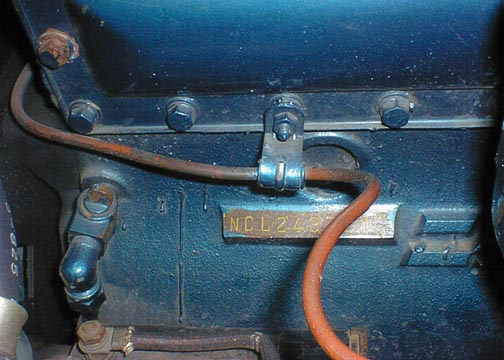
同エンジン番号打刻

1951年（昭和26年）9月、試作車が完成し、同年に行われた政府による「警察予備隊向けの小型四輪駆動車を試作せよ」との要請による小型トラックの競争入札に加わった。しかし、ウィリス・ジープのライセンス生産車である三菱・ジープに敗れ、その後「ジープ」から新しい名前に変わって 、民需の道に活路を見出した。
この4W60型は後にライバルともなるトヨタ・ジープBJ型（以下BJ型と略）と非常に多くの共通点を持っている。
車両の構成もBJ型と非常に近く、はしご形フレームに、前後リーフ・リジッドサスペンションと、大型トラック用直列6気筒ガソリンエンジンを組み合わせる手法を採っている。エンジンは3.7 LのA（NA）型で、基本型の最大出力は82 psであったが、程なくNT85（日産トラック85）型の通称を持つ、85 psのものに変更された。なお、エンジンはその後もガソリンエンジンのみのラインナップで、ディーゼルエンジンは最後まで設定されなかった。積載量はジープの1/4トンに対し、1/2トンと大きく、車両重量のみでも5割近く大きいが、タイヤサイズは6.00-16でジープと同じであり、プライ数のみが異なる。ホイールは4.5×16で5穴である。
駆動系は3ポジション（4WD・ニュートラル・2WD）のトランスファーを介して動力を分配し、プロペラシャフトでフロントデフに伝達するパートタイム4WDで、リアへはトランスファーのメインシャフトと同軸でプロペラシャフトが伸びる、フロントオフセット・リアセンタースルーのドライブトレインとなる。副変速機を省略した構成は、やはり大排気量でトルクの大きなエンジンを持つ、BJ型と同様である。この種の車両としては重要となる、ウインチングなどの各種作業に対応するため、PTOの装備も可能となっている。
トヨタとの違いはフロント周りで特に顕著で、BJ型は長いエンジンをほぼフロントアクスル後方（フロントミッド）に収めるが、4W60型ではアクスルにオーバーハングする形を採っており、全長に対する有効スペースは僅かながら大きい。そのため、フロントデフとの干渉を防ぐため、エンジンの搭載位置はやや高くなっており、オイルパンは薄く、フロントデフキャリアにも「逃げ」がある。また、両車のエンジンが直列6気筒であることは共通であるが、トヨタ・B型がシボレーのコピーで4ベアリング・OHVであったのに対し、日産・NA型は戦前に米グラハム・ペイジ（英語版）から原設計を買い取って作られた7ベアリング・サイドバルブである。
フロント周りのデザインは、BJ型がフェンダー上に外付けした前照灯でダッジ・ウェポンキャリア風であったのに対し、4W60型はラジエータカバー内蔵型でジープMB/GPWに近く、前照灯の向きを反転させて整備灯とするアイディアもそのまま採用された。唯一、水平方向としたラジエータカバーの長穴に、かろうじてオリジナリティが見て取れる。エンジン高の関係から、ボンネット全体はジープはもとよりトヨタ・ジープBJ型のそれに比べても高く、量産型では干渉を防ぐため、フードの中央はさらに一段高くされた。グリルにはプレススチール製の日産バッジが付いていた。
主に国家地方警察に納入された経緯や、無線車が設定されていた点もBJ型と同様である。
組み立ては車体メーカーに委託され、資本提携を開始した新日国工業（現・日産車体）の他、生産が本格化した4W61型からは高田工業も参加している。
1955年（昭和30年）には改良型のB型（NB）エンジンを得て、4W61型となる。民間用としてふさわしいデザインへの試行も行われ、エンジンフード中央が一段と高くされたほか、平面であったラジエターカバーが中折れ形になり、当時のオフロード4WDとしては珍しいメッキの装飾も加えられた。その見た目から「鉄仮面」のあだ名がつけられたが、これにもジープワゴン / ジープトラックの強い影響が見られる。当時、日産と新日国工業はジープの顔を持つ乗用車として異彩を放ったダットサン・スリフト（節約・倹約の意）の生産も行なっており、進駐軍と共に上陸したジープが日本の工業界に与えた衝撃の大きさがうかがえる。また、フロントシートがセパレートから2 + 1のベンチシートとなり、インストゥルメントパネルの意匠も変更され、センターメーターとなる。この頃から、警察や消防署などの官需を中心にデリバリーが開始された。
1956年（昭和31年）頃、エンジンの排気量が4.0 Lに拡大されたC（NC）型となり、4W65型となる。このモデルにはホイールベースを2,500 mmに延長したロングボディ + ハードトップ8人乗りのワゴン仕様（G4W65型）も存在した。
1959年（昭和34年）、C型の発展型であるOHV4.0 LのP型（160系サファリ登場の際に一部改良が行われP40型と改称）が搭載され、型式が4W66型となる。P型の名は、主に搭載される「Patrol」にちなんだものと言われ、1987年（昭和62年）にTB42型が登場するまで、パトロール/サファリに使われ続けているほか、陸上自衛隊向け「3/4tトラック」（Q4W70型系）とその民生用の4W70型系「キャリヤー」にも採用された。
その後、生産されたほとんどの個体が南米や中東など、未舗装道路が多い地域に輸出され、悪路走破性が海外市場で非常に高く評価された。

### 4W70型系キャリヤー

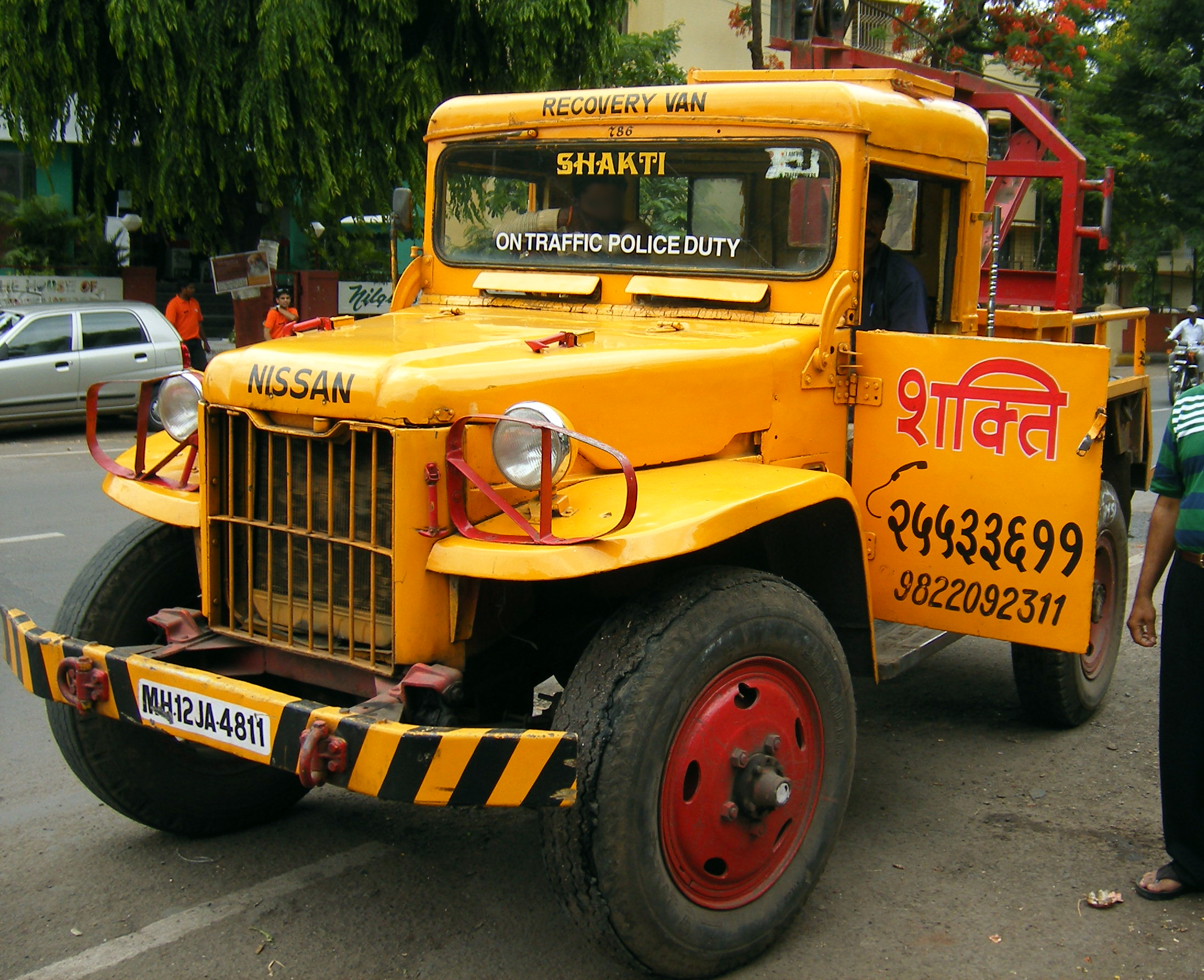
インドで使われている4W73型キャリヤー。元軍用車両であり、レッカー車として改造されている。

キャリヤーは、ダッジ・M37をベースに製造され、民生用車両として1950年（昭和25年）に導入された。キャリヤーはM37のシャシにパトロールのドライブトレインを載せていた。ベースとなったM37と比べると、グリルの幅が狭くなり、フロントフェンダーが変更されている。改良型の4W72は1955年（昭和30年）に導入され（4W71の型式は省略された）、ボンネット、グリル、ヘッドライトが変更された。さらに新設計のNCエンジンにより、出力は105馬力に向上した。1961年（昭和36年）に再び、ボンネット、フェンダー、グリルに変更が加えられ、出力が125 PS (92 kW)に向上したP型エンジンを搭載した4W73が登場した。

### バリエーション
| シリーズ | ボディスタイル / バリエーション                                                              | エンジン    |
| -------- | -------------------------------------------------------------------------------------------- | ----------- |
| 4W60型系 | SWB: ソフトトップ (4W60/61/65/66) LWB: ステーションワゴン (WG4W65) SWB: 消防車 (F4W61/65/66) | NAK/NB/NC/P |
| 4W70型系 | 兵員輸送車、武器輸送車（4W70/72/73）                                                         | NC/NP       |

## 2代目 60型系 （1960年-1980年）
1960年（昭和35年）10月、モデルチェンジ。先代のジープ亜流を脱し、ランドローバーSr I - Sr IIA にも通じる、大きな箱形フロントフェンダーを持つスタイルへ変更される。
トヨタ・ジープBJ型の後継であるランドクルーザーは、1972年（昭和47年）からステーションワゴンを別型式（別系列の55型）としたが、パトロールはホイールベースや車型に関わらず全てが同じ「60」型系で、これらの違いはアルファベットを用いた特徴記号で区別している。
北米市場では1962年から1969年まで、ダットサンのディーラーで販売された。
消防用シャーシは「ファイヤーパトロール」の名で販売され、山間部や積雪地にとどまらず、大排気量エンジンを生かしたA2級ポンプの放水能力を買われ、広く全国に配備されていた。ファイヤーパトロールには、前輪の駆動装置を省いた二輪駆動仕様があり、4×4のバッジ、トランスファーレバー、副変速機レバー、フロントアクスルのデフがないことが識別点となる。一方、ポンプへの動力を断続するPTOレバーはすべてのファイヤーパトロールに備わる。
これとは別に、通常の幌型パトロールも消防指揮車として、都市部を含む多くの消防署に配備されていた。
1980年（昭和55年）、3代目パトロール（日本名・160型系「サファリ」）の発表に伴い、生産終了となった。
2000年代には消防署配備の車両はほとんどがキャブオーバー車に更新され、その後それらに四輪駆動モデルが追加されると、山間地や降雪地の消防団でもキャブオーバー車の配備が進み、後継のサファリ消防車やランドクルーザー消防車など、ボンネット型消防車の採用は減っていった。また、途上国への中古車輸出ルートができたことで、国内の旧い四輪駆動車や消防車は急速に数を減らし、ファイアーパトロールは限られた消防団と事業所（企業内）の自衛消防組織の配備車や、自動車博物館、旧車愛好家が所有する程度しか日本国内に残存していないと推測される。
エンジン
- P型 3,960 cc 水冷 直列6気筒 OHV ガソリンエンジン（標準車）
- PF型 3,960 cc 水冷 直列6気筒 OHV ガソリンエンジン（消防車）

トランスミッション
- 4輪駆動：3速MT
- 2輪駆動：3速MT

消防車には、PTOギアの冷却用に、放水用ポンプから導いた水を利用するギアオイルクーラーが装備される。
トランスファー
- 4輪駆動：リア・オフセット、フロント・オフセット型、2速副変速機付き。
- 2輪駆動：トランスファーなし。

アクスル・ディファレンシャルギア
- 4輪駆動車はフロント、リア共にオフセット式アクスルを採用。
- 4輪駆動車に関しては、フロントアクスルは軽荷重（積載量400 Kg）、重荷重（積載量750 Kgか、消防車）共に共通のビルドアップ式で、デフはC216型であった。
- リヤアクスルについては、軽荷重仕様と重荷重仕様があり、構造が異なる。前者がビルドアップ（組み立て型・デフキャリアにパイプを差し込んでホーシング（ハウジング）を形成している都合、デフキャリアとホーシングは一体構造）式アクスル（デフはC216型）、後者がバンジョー式（成形されたホーシングに、別部品のデフキャリアをボルトで組み付けてある）アクスル（デフはH260型）であった。

1. 同じP型エンジン搭載の四輪駆動車でも、より重荷重・高負荷で使われるキャリヤーはスプリット（左右分割）式

- 4輪駆動車に関しては、ファイナルギヤレシオ（最終減速比）は、車体重量が1.7トンクラスである標準車での使用を考えてもやや高めの 1：4.111 の一種類しか設定されなかった（似通ったガソリンエンジンを積むトヨタ・ランドクルーザー FJ40系では、さらに高い 1：3.363 - 3.700、消防用シャシで 1：4.1111 の設定。ただし全車副変速機付き）。
- 消防車の一部に設定される2輪駆動にはトラック的な低いファイナルギヤレシオが与えられ、ローレンジを持たないハンディを補っている。

サスペンション
- フロント、リヤ共にリーフ・リジッド式で、前後にトーションバー式スタビライザーを持っていた。
- リーフスプリングは乗り心地を考慮して両端に行くほど板厚が薄くなる様に加工されたテーパードリーフを採用しているのが特徴となっている。このコストがかかるスプリングは、トヨタ・ランドクルーザーでは使われたことがない。
- サスペンションストロークを大きく採る目的で、リーフスプリングのスパン（長さ）がフロント1,100ミリ、リヤ1,300ミリと当時のこのクラスとしては破格に長い物となっており、同年代のランドクルーザー40系が前後共に同じスパン（数値的にはパトロール60型のフロントよりもやや短く、結果、操縦安定性や乗り心地が悪く、サスペンションストロークも小さい）のリーフスプリングを採用していたのと対照的である。

### 沿革
- 1961年（昭和36年）7月27日、ライトバンのVG60が発売された[14]。
- 1963年（昭和38年）、ハードトップモデルのKG60（およびKGL60）が発表された。
- 1964年（昭和39年）4月14日、P型エンジンの改良が実施される[13][19]。吸入効率の向上と高圧縮化によって出力が大きくなった。このほか、デフギヤーの形状を変更、スプリングブラケットの強化、ラジエーターグリルのデザインを一新するなどの改良がおこなわれた。
- 1968年（昭和43年）12月頃ステアリング・ホイールがメッキ仕上げの3x3本スポークから、全樹脂被覆の2本スポークへ変更された。
- 1970年（昭和45年）5月、ファイヤーパトロールの四輪駆動車の改良型および後輪駆動車を発表、7月中旬に発売された。ホイールベースを300mm、リヤオーバーハングを220mm延長し、乗車店員を8名から10名とし高速安定性を高めた上で、架装スペースに余裕をもたせた[17]。
- 1972年（昭和47年）、法改正によりサイドマフラーが廃止され、排気管がテールまで延ばされた[20]。
- 1973年（昭和48年）9月13日、法規に適合させるため、それまでの白色でターンシグナルとクリアランスを兼用したランプから、アンバーのターンランプと白色のクリアランスランプの、独立したものに変更された。合わせてリアランプもそれまでのストップ・テール・ターンシグナル共用の丸形赤一灯式から、ダットサントラックに使われているものと同じ、アンバー・赤・白のレンズを持つ矩形横長のコンビネーションランプに変更された[21]。排出ガス規制対策としてエンジン、気化器、ディストリビューター、エアクリーナーの各種改良および各種排出ガス浄化装置の取り付けなどによって価格が上がった[21]。
- 1973年（昭和48年）頃、法規に適合させるため、フロントフェンダーに回転突起物（フロントハブ部）対応のエクステンション（オーバーフェンダー｛初期のものは木製であったという説があるが、1975年（昭和50年）式消防車の実例では鉄板のプレス成形品であった｝、通称カツオブシ））が装備された。これは元来フロントアクスル先端のハブ部が極僅かであるがフェンダーよりはみ出していたものが、法規の改正で認められなくなった為の処置。このフロントアクスルがネックとなって全幅が1.7メートルを越えてしまう都合、仮にディーゼルエンジンをラインナップしたとしてもランドクルーザー40系のように維持費の安い4ナンバー（小型貨物自動車）登録は不可能であった。ファイヤーパトロールは全幅（車体後部の幅）が広いので前照灯光軸間隔が広げられた[20]。フロントフェンダー前端との干渉を避けるため、前照灯自体が前方に突出している。
- 1974年（昭和49年）頃？ダッシュボードにクラッシュパッドが追加された。
- 1975年（昭和50年）、日本仕様のラインナップをロングボディに一本化。型式は「G60H」となる[13]。同時に、ワイパーが2本から3本となり、払拭面積が拡大した[20]。10月には保安基準改正に合わせて、ブレーキ故障警報装置の装着義務、ルームミラーの衝撃緩和化を施した上で、最終減速比の変更による動力性能の向上、ブレーキのシリンダー径の変更によるブレーキ性能の向上、シートの改良及び断熱フロアマットの標準装備による乗り心地の向上などを図った[22]。
- 1979年（昭和54年）9月17日、昭和54年排出ガス規制適合となり[23][24]、排出ガス再循環装置（EGR）を採用、型式が「J-G61」、「J-FH61」となる。エンジンファンやタイヤのトレッドパターンの変更により、騒音規制にも適合させている。この際、脱落式インサイドミラーの採用とインサイドステップの標準装備が進んだが、前席足元のカウル（スカットル）ベンチレーター（通称蹴飛ばし窓）が廃止された。

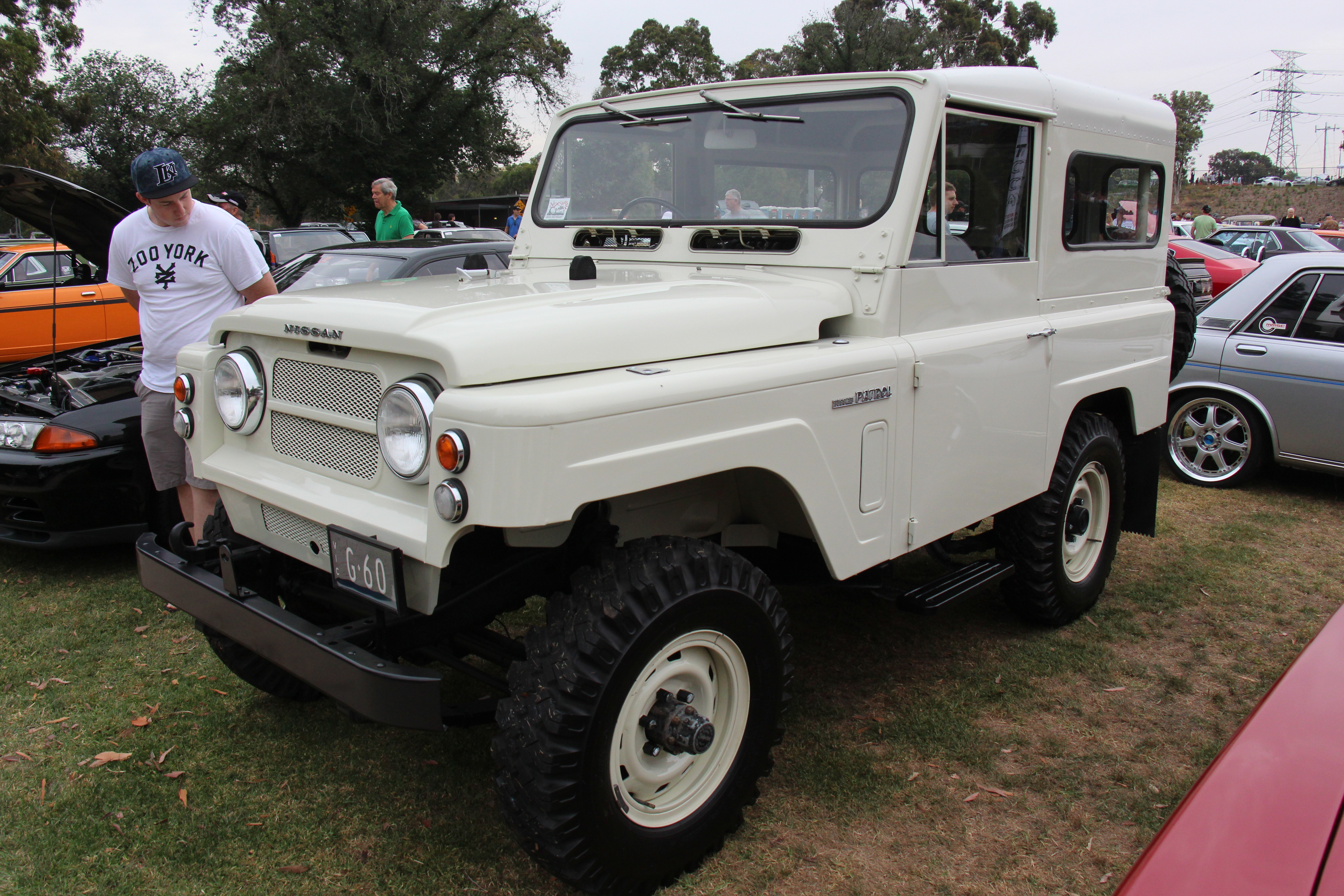
1970年式ハードトップ・ショートボディ
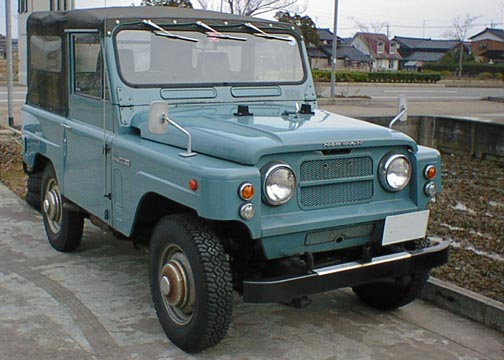
1971年式ソフトトップ・ショートボディ 3本ワイパーと独立したターンランプ/クリアランスランプに変更されている
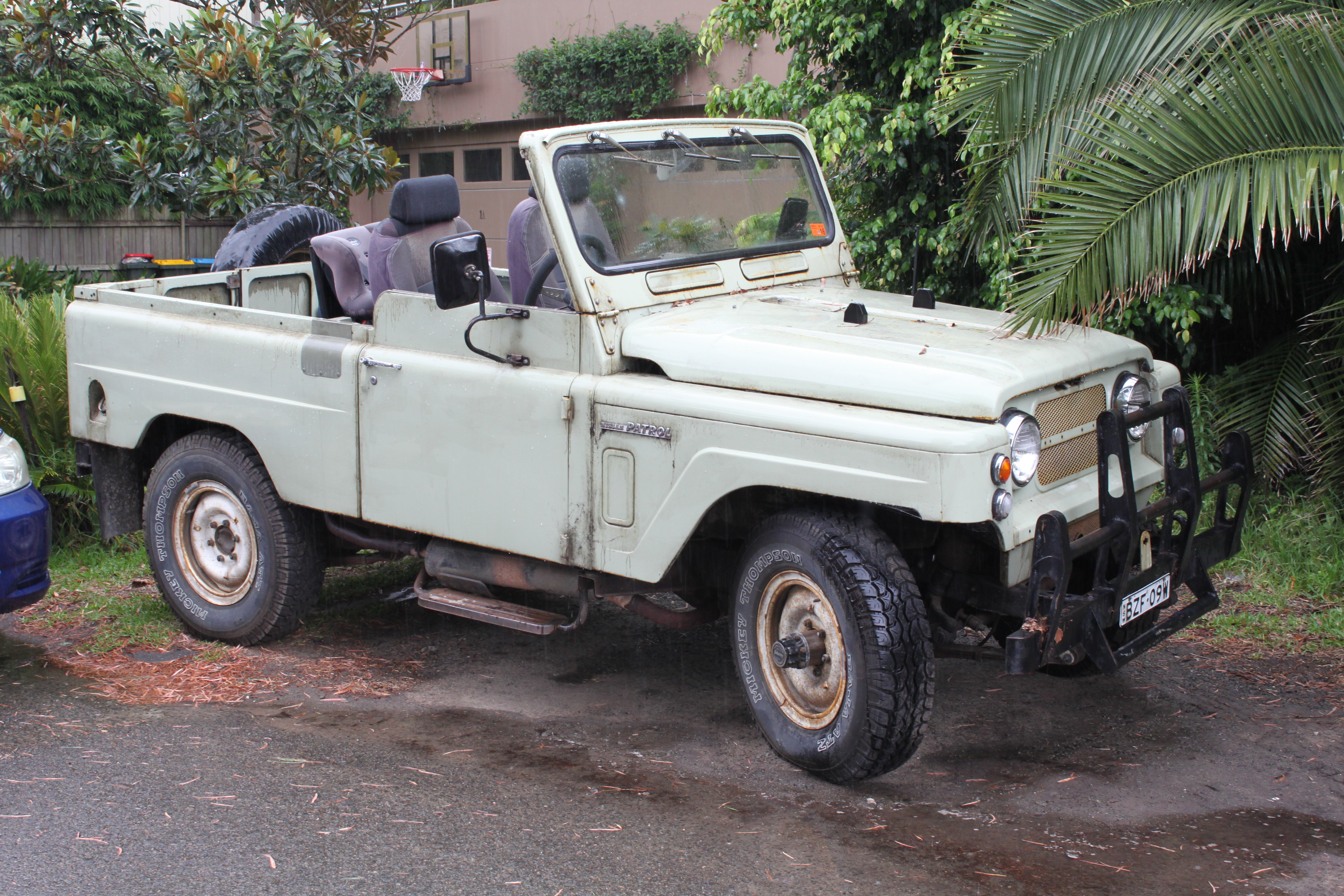
1979年式ソフトトップ・ロングボディ
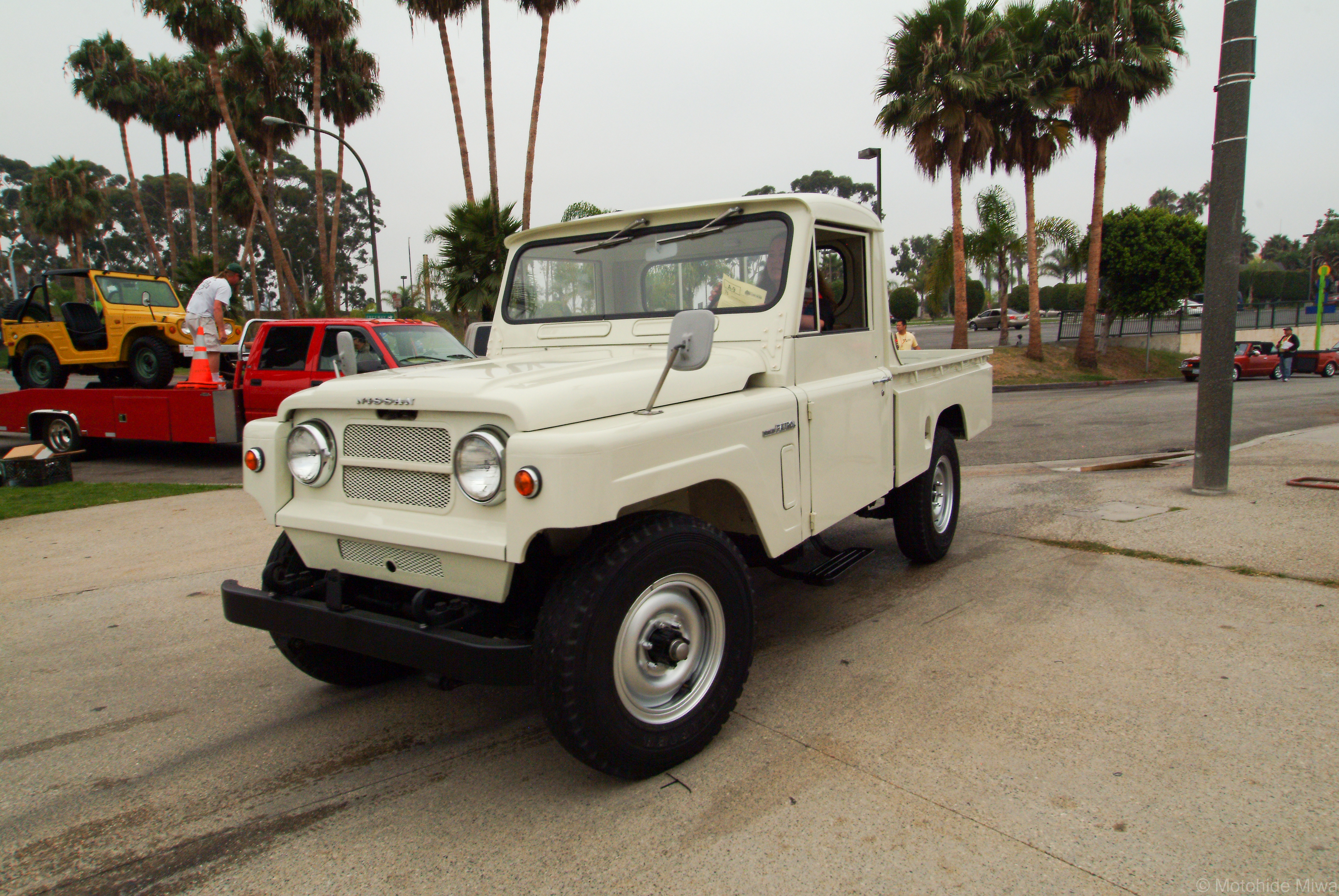
ピックアップ
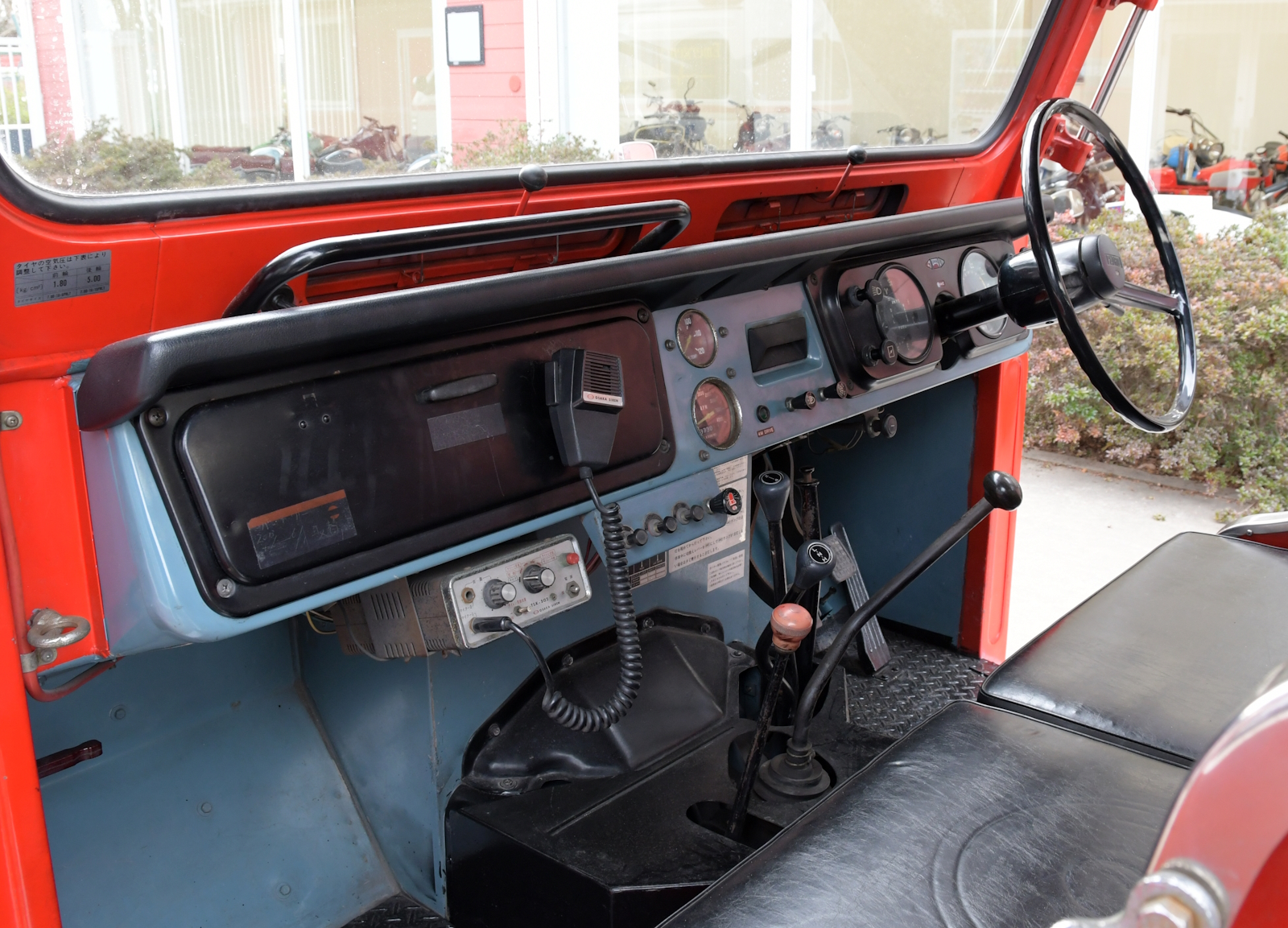
ファイヤーパトロール車内（クラッシュパッド付き）
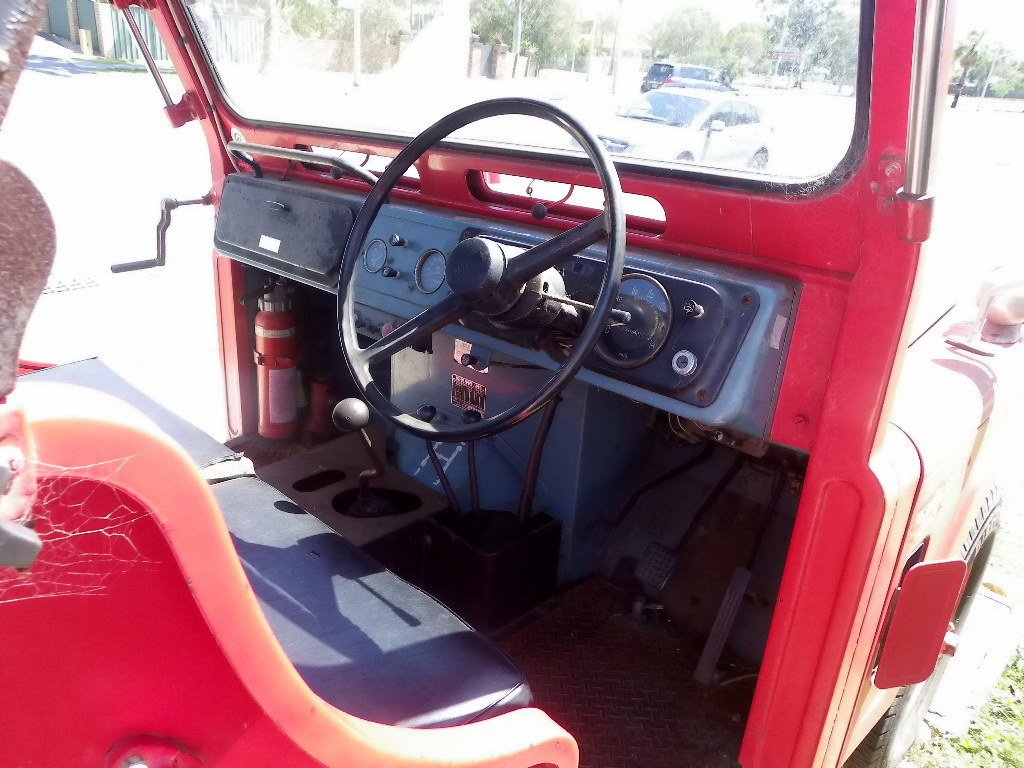
ファイヤーパトロール車内（クラッシュパッドなし）

### バリエーション
| 60 (SWB)        | 60         | ソフトトップ         |
| 60 (SWB)        | K60        | ハードトップ         |
| G60 (LWB)       | G60        | ソフトトップ         |
| G60 (LWB)       | KG60       | ハードトップ         |
| G60 (LWB)       | VG60       | ライトバン           |
| G60 (LWB)       | WG60       | ステーションワゴン   |
| G60 (LWB)       | G60H-A     | キャブ/シャーシ      |
| G60 (LWB)       | 62ZG60H    | ピックアップトラック |
| G60 (LWB)       | G60改/FG60 | 消防車               |
| H60 (Super LWB) | VH60       | バン                 |
| H60 (Super LWB) | FH60       | 消防車               |

- 左ハンドルの場合は型式に「L」が付与される（例：KGL60）。
- 二輪駆動車の場合は型式に「N」が付与される（例：FHN60）。

ホイールベース / ボディー
- ショート：2,200 mm[23]
- ロング：2,500 mm[23]
- スーパーロング：2,800 mm[23]

### ジョンガ
インドでは「ジョンガ」（Jonga）の名で、先述した4W73型キャリヤーとともに、ノックダウンおよびライセンス生産が行われた。これはインド陸軍の車両工場で、1961年にインド国防省と日産自動車が調印されてから、1999年まで続いた。
インド軍の記録によると、名前の由来は「Jabalpur Ordinance aNd Guncarriage Assembly」の頭字語である。また日産側の資料によれば、名前には「Mighty and Speedy（早くて力強いという意味）」というニュアンスも込められた上で命名されているとのことである。当時の2台とも同じエンジンを搭載し、多くの部品を共有していた。1962年1月からインドの工場で量産を開始し、第1号車は6月10日に完成した。1996年、日野の4.0Lディーゼルエンジンを搭載し、一般向けに短期間販売されたが、価格競争力がなく、需要が低かったためか、販売台数は200台に満たない。ジョンガは1990年代後半まで使用され、その後より軽量なマヒンドラとマヒンドラMM550に置き換えられた。競売にかけられた元陸軍のジョンガは、ミニバンのような乗用車などに転用され、今でもインドの一部の農村地域で活躍している。

## 3代目 160/260型系（1980年-2002年）

### 160型（1980年-1989年）
160型は、60型系の後継として1980年に導入された、ダットサンブランドを冠した最後のパトロールである。日本ではこの代から日産・サファリとして、オーストラリアでは、MQパトロールとして販売された。エンジンに関して、当初のラインナップでは純粋な後継機種となるP40、ローレルなどのセダンに積まれたL28、ディーゼルエンジンのSD33の3種類が並んでいた。トランスミッションは全車に4速MTが設定され、L28エンジン搭載のロングホイールベース車には3速ATがオプション設定された。すべての160型系パトロールには、1:1のハイギアとローギアを特徴とする2速オフセットトランスファーケースが付属していた。
SD33エンジン搭載車は、24Vの電子機器を備え、さまざまなトリムオプションと色が利用可能で、ビニールまたはカーペットの床と青または茶色のインテリアトリムなどのオプションがあった。エアコンとパワーステアリングはデラックスモデルに用意された。
フロントディファレンシャルは全モデルC200。オーストラリア仕様では、標準のリアディファレンシャルはH233だった。一部の仕様では、リミテッド・スリップ・デフが装備された。ヘビーデューティーモデルのリアディファレンシャルはH260で、一部のピックアップトラックとP40エンジンを搭載したワゴンに採用された。オフロードでの負担が少ないであろう欧州市場では、一部の車両に軽量のC200リアディファレンシャルが設定された。
1983年、MQはMKパトロールとして改良された。ただし、これは日産の資料やサービスマニュアルには記載されていないほか、日産の部品ディーラーも、このイニシャルを認識していない。改良されたフロントエンドには、長方形のヘッドライトとアップグレードされたフロントサスペンションが含まれていた。またギアボックスの設計が見直され、従来の4速MTに対してほとんどのモデルで5速MTが追加された。ワゴンのハイルーフ仕様（スーパールーフ）は、SD33にターボを装着したSD33Tエンジンのオプションとともに追加された。ターボディーゼルエンジンの最高出力は110PS（81kW）で、最高速度は145km/h（90mph）に達する。
この時、自然吸気のSD33エンジンも改良された。改良点としては、ピストンリングを5つから3つに、ピストンオイル噴出器をペーパーカートリッジ式から変更しスピンオン式オイルフィルターを採用した。オーストラリアなどヨーロッパ以外の地域では、SD33エンジンを搭載したパトロールが標準の12ボルト電子機器に変更された。ターボディセルのパワーアップに対応するため、これらのモデルは自然吸気のよりも大きなクラッチ（270mm対240mm）と大容量のオイルクーラー（5列対3列）を備えていた。
160型パトロールが製造されていた1982年4月、スペインではモトール・イベリカの過半数の株式を所有したことでパトロールの生産準備が始まり、バルセロナ近郊の経済自由区域にある工場で生産が開始した。スペインの工場で生産されたものは、初年度の生産予定台数は4,000台から5,000台で、スペインとポルトガルに販売が割り当てられた。日産モトール・イベリカが製造したパトロールは当初、パーキンス製MD27 4気筒ディーゼルエンジンとスペイン製トランスミッションを現地調達規制に適合させていた。

### 260型（1986年 - 2002年）
260型はヨーロッパで販売されたスペイン製の160型のフェイスリフト版で、L28、SD33、RD28、RD28Tエンジンを搭載した。SDエンジンを搭載したものは、少なくとも英国市場では、24ボルトの電気システムを備えていた。260型は後に再度フェイスリフトが行われ、Y60型系と同様の新しいグリルが採用され、Y60型系が販売されていない地域で260型の販売を継続した。スペインでの生産は、輸出用は1994年まで、スペイン国内向けは2002年まで続いた。

### エンジン諸元
| 160型系    | 160型系      | 160型系  | 160型系            | 160型系                              | 160型系                                 | 160型系                      | 160型系 |
| 燃料       | エンジン型式 | 排気量   | 内径 x 行程        | 最高出力                             | 最大トルク                              | 設計                         |         |
| ---------- | ------------ | -------- | ------------------ | ------------------------------------ | --------------------------------------- | ---------------------------- | ------- |
| ガソリン   | Z24          | 2,389 cc | 89 mm × 96 mm      | 77 kW / 4,800 rpm                    | 182 N⋅m / 2,800 rpm                     | 直列4気筒OHV                 |         |
| ガソリン   | L28          | 2,753 cc | 86 mm × 79 mm      | 88 kW / 4,800 rpm                    | 201 N⋅m / 3,200 rpm                     | 直列6気筒                    |         |
| ガソリン   | L28E         | 2,753 cc | 86 mm × 79 mm      | 107 kW / 5,200 rpm                   | 226 N⋅m / 4,000 rpm                     | 直列6気筒                    |         |
| ガソリン   | P40          | 3,956 cc | 85.7 mm × 114.3 mm | 107 kW / 3,400 rpm                   | 318 N⋅m / 2,000 rpm                     | 直列6気筒OHV                 |         |
| ディーゼル | MD27         | 2,702 cc | 92 mm x 101.6 mm   | 51.5 kW / 3,600 rpm                  | 152 N⋅m / 2,000 rpm                     | 直列4気筒 （スペイン製のみ） |         |
| ディーゼル | SD33         | 3,245 cc | 83 mm x 100 mm     | 70 kW / 3,600 rpm                    | 220 N⋅m / 1,800 rpm                     | 直列6気筒OHV                 |         |
| ディーゼル | SD33T        | 3,245 cc | 83 mm x 100 mm     | 81 kW / 4,000 rpm                    | 255 N⋅m / 2,000 rpm                     | 直列6気筒OHVターボ           |         |
| 260型系    |              |          |                    |                                      |                                         |                              |         |
| 燃料       | エンジン型式 | 排気量   | 内径 x 行程        | 最高出力                             | 最大トルク                              | 設計                         |         |
| ガソリン   | Z24          | 2,389 cc | 89 mm × 96 mm      | 77 kW / 4,800 rpm                    | 182 N⋅m / 2,800 rpm                     | 直列4気筒OHV                 |         |
| ガソリン   | L28          | 2,753 cc | 86 mm × 79 mm      | 88 kW / 4,800 rpm                    | 201 N⋅m / 3,200 rpm                     | 直列6気筒                    |         |
| ガソリン   | RB30S        | 2,962 cc | 86 mm × 86 mm      | 100.5 kW / 4,800 rpm                 | 226 N⋅m / 3,000 rpm                     | 直列6気筒SOHC                |         |
| ディーゼル | RD28         | 2,826 cc | 85 mm x 83 mm      | 63 kW / 4,800 rpm 73 kW / 4,800 rpm  | 177 N⋅m / 2,400 rpm 178 N⋅m / 2,400 rpm | 直列6気筒SOHC                |         |
| ディーゼル | RD28T        | 3,245 cc | 85 mm x 83 mm      | 85 kW / 4,000 rpm 125 kW / 4,400 rpm | 235 N⋅m / 2,400 rpm 255 N⋅m / 2,400 rpm | 直列6気筒SOHCターボ          |         |
| ディーゼル | SD33         | 3,245 cc | 83 mm x 100 mm     | 70 kW / 3,600 rpm                    | 220 N⋅m / 1,500 rpm                     | 直列6気筒OHV                 |         |
| ディーゼル | SD33T        | 3,245 cc | 83 mm x 100 mm     | 81 kW / 4,000 rpm                    | 255 N⋅m / 2,000 rpm                     | 直列6気筒OHVターボ           |         |

## 4代目 Y60型系 （1987年–1997年）
日本には2代目サファリとして導入された4代目パトロールは、コイルスプリングサスペンションを備えた最初のモデルであり、快適性を高め、荒れた路面でのハンドリングを向上させた。そのため、先代モデルとは設計が根本的に異なっている。
フロントに3リンクのライブアクスルサスペンションを、すべてのワゴン（SWB、LWB、SWB LW）がリアに5リンク式を採用した。ユーティリティモデルはリーフスプリング式のリアアクスルと、1994年以降はワゴンと同じコイルスプリング式リアアクスルが用意された。スウェイバーは、フロントとリアの両方のコイルスプリングライブアクスルに装備された。パワーステアリングが標準装備となる。一部のワゴンモデルにはフロントとリアのディスクブレーキが付いていたが、ユーティリティはリアドラムブレーキを先代同様に装備した。
左ハンドルモデルはGR、右ハンドルモデルはGQと代替のモデルコードが設定されている。
ほとんどのモデルにはリアリミテッドスリップディファレンシャルがあり、一部のバリエーションには真空または電気ソレノイドで作動する手動リアディファレンシャルロックを装備していた。モデルによっては、リアスタビライザー解除機構や、パワーテイクオフ駆動のフロントマウントウインチ、シフトレバーの右側にキャブ内をコントロールするレバーが装備された。
TD42とTB42には、5速MTまたは4速ATが用意されていた。RD28TとRB30は5速MTのみのラインナップである。
オーストラリアのトリムレベルは次のようなものである。
DX
手動ミラー付き、中央ロックなし、ビニール内部、オプションのAC、手動ロックハブ
RX(1995年以降)
電動ミラー、セントラルロック、カーペットインテリア、AC、手動ロックハブ付き
電動窓、電動ミラー、セントラルロック、カーペットインテリア、AC、自動ロックハブ付きST
Ti(1989年後半から)
電子燃料噴射エンジン、電動ウィンドウ、電動ミラー、セントラルロック、ベロアとカーペットのインテリア、リアAC、7スピーカーサウンドシステム、合金製3本スポークホイール、自動ロックハブを装備。1991年まではサンルーフ付きのハイルーフデザインだった。レザーと木目調のトリムは、1992年にシリーズ2で標準装備された。
サンルーフ、ルーフラック、牽引バー、ドライビングライト、カーゴバリア、サイドステップなど、ディーラーオプションのアクセサリーが用意されていた。TD42は、オーストラリアの一部のディーラーで取り扱かっていたサファリターボチャージャーに搭載された。
欧州のトリムレベルは国によって異なる。SLX、LX、LWがあるが、ほかにもフランス仕様には多くのモデルが含まれる。フィンランドの車両には2つのバッテリーが標準装備されていた。LW（1996年-1997年）は軽量ボディを特徴とし、重量を50 kg軽量化し、特別な小型ボディとした。これらは、エクストリームオフロード選手権のためだけに製造された。いずれも、基本的にはエンジンとシャシーは変わらなかった。

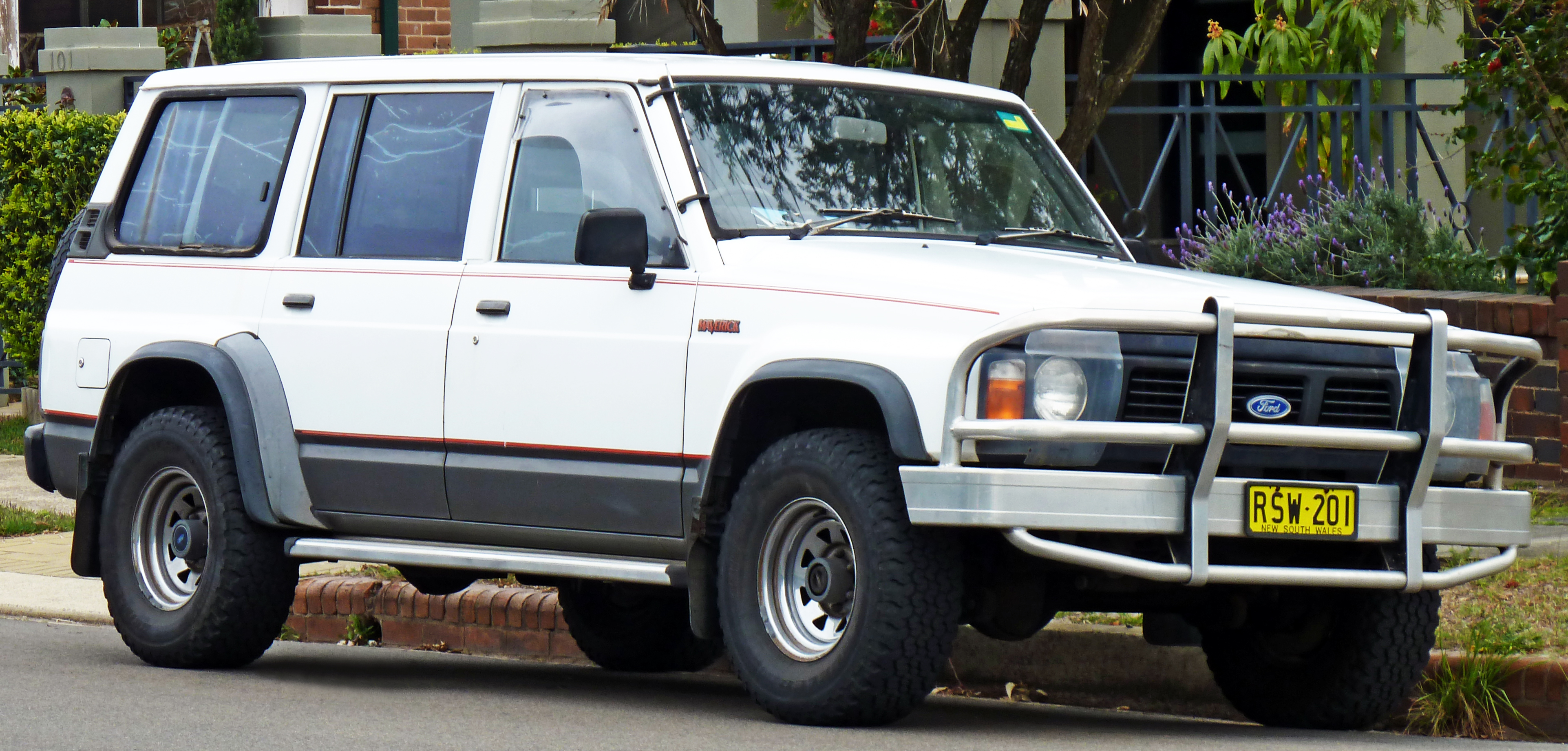
フォード・マーベリック・ワゴン(オーストラリア)

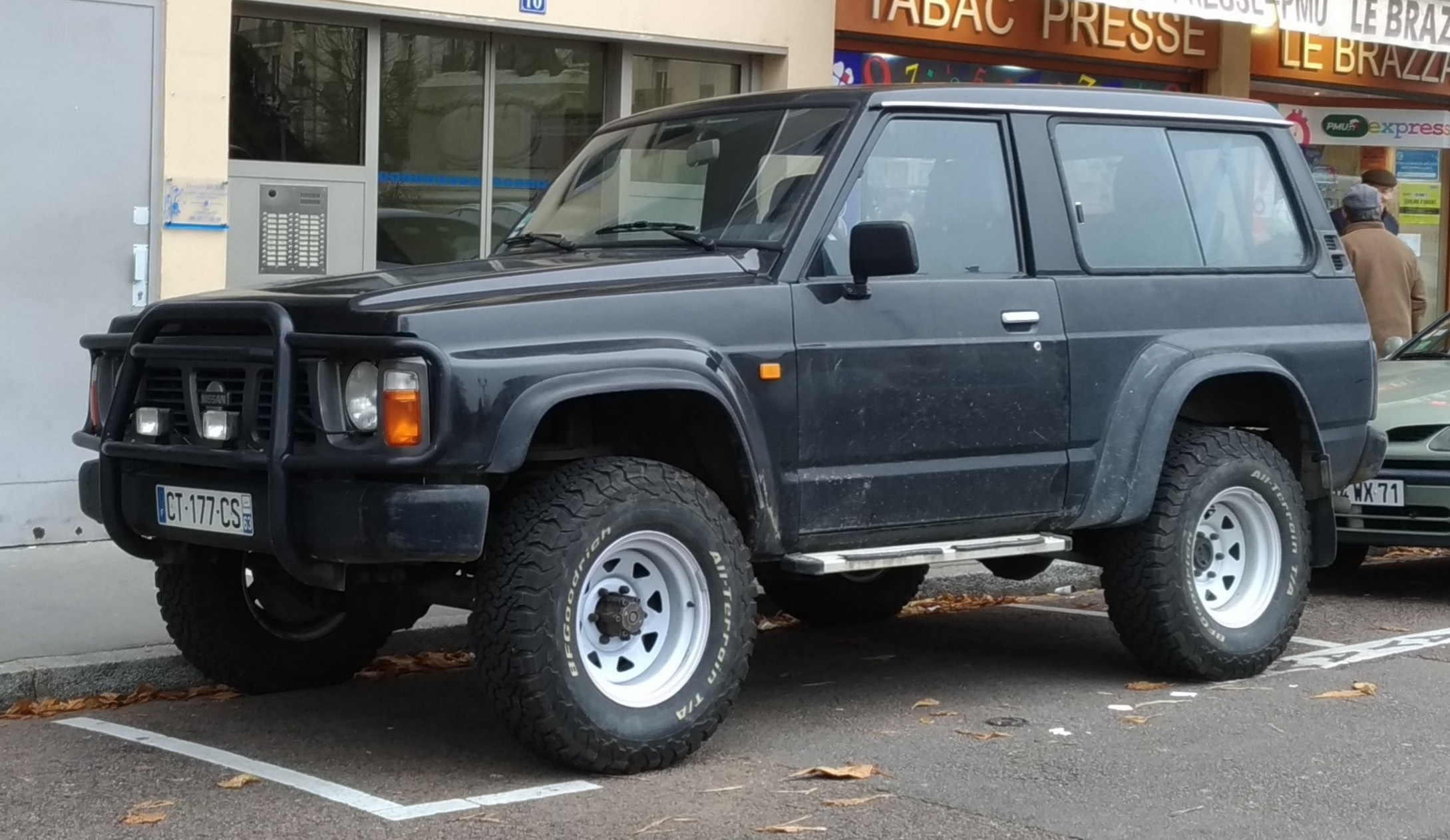
3ドア

オーストラリアでは、1992年（GQ シリーズ2）と1995年（マイナーフェイスリフト）の2つの大きなアップデートが行われた。1992年の主な変更点は、TB42エンジンの燃料噴射装置の導入、RD28TのEGRバルブとオイルクーラーの導入、シートの変更、新しいトリム、消音設計、サイドプロテクションである。1992年のシリーズ2では、トランスミッションとサスペンションの改良、ブレーキの大型化、ホイールの大型化、リミテッド・スリップ・ディファレンシャルとオート・フリーホイール・ハブの標準化などが行われた。これに合わせて、新しいシート、トリム、サイドプロテクションも追加および変更されている。また、1988年から1994年にかけて、フォード・オーストラリアはパトロールをフォード・マベリックとして販売した。
1991年、オーストラリアの法規に従ってリアインジケーター、テールライト、ブレーキランプがボディからバンパーに移設されたが、欧州仕様では変更されなかった。1994年には、フロントクォーターパネルに別のインジケーターセットが配置された。
1993年8月、TD42エンジンは軽量化され、燃費を抑えながらもエンジンの最高回転数を向上させた。しかし、これにはエンジンを弱体化させるという副作用があった。従来のエンジンはシルバーのエンジンカバーで識別できるが、軽量化されたエンジンはブラックのエンジンカバーを特徴としている。RD28Tエンジンでは、バキュームポンプをオルタネーターの後ろからエンジンの上部に移動するなど、いくつかの変更が加えられた。安全装備については、運転席側エアバッグが欧州の一部モデルに設定された。
1995年の変更では、フロントグリルが再設計され、RXがオーストラリアに投入されるなど、マイナーチェンジが行われた。既知の弱点には、フロントエンドからの振動（保証期間中にほぼ固定）、リアドアのヒンジのひび割れ（スペアタイヤの重量による）、リアウィンドウフレームの錆があった。RD28TエンジンとTB42エンジンは、重い足で運転するとヘッドガスケットの問題に悩まされた。欧州の5速ギアボックスは、走行距離の長い5速ギアでベアリングの故障に見舞われた。しかし、TD42エンジンは信頼性が高かった。パトロールは、強力な車軸と優れたリミテッドスリップディファレンシャルで知られている。

### エンジン諸元
| エンジン型式 | 排気量  | ボア x ストローク | 最高出力           | 最大トルク        | 圧縮比 | 設計                                | 備考                                           |
| ------------ | ------- | ----------------- | ------------------ | ----------------- | ------ | ----------------------------------- | ---------------------------------------------- |
| RB30S        | 2962 cc | 86 x 85mm         | 100 kW / 4800 rpm  | 224 Nm / 3000 rpm | 9.0:1  | 直列6気筒SOHC、ガソリン             | アルミ製クロスフローシリンダーヘッド           |
| TB42S        | 4169 cc | 96 x 96mm         | 125 kW / 4200 rpm  | 325 Nm / 2800 rpm | 8.3.1  | 直列6気筒プッシュロッド、ガソリン   | クロスフローシリンダーヘッド、ハイカムシャフト |
| TB42E        | 4169 cc | 96 x 96mm         | 135 kW / 4400 rpm  | 320 Nm / 3200 rpm | 8.3:1  | 直列6気筒プッシュロッド、ガソリン   | クロスフローシリンダーヘッド、ハイカムシャフト |
| RD28T        | 2826 cc | 85 x 83mm         | 91.9 kW / 4400 rpm | 255 Nm / 2000 rpm | 21.2:1 | 直列6気筒SOHC、ディーゼル           | ターボチャージャーによる過給                   |
| TD42         | 4169 cc | 96 x 96mm         | 85 kW / 4000 rpm   | 264 Nm / 2000 rpm | 22.7:1 | 直列6気筒プッシュロッド、ディーゼル | クロスフローシリンダーヘッド、ハイカムシャフト |

## 5代目 Y61型系（1997年 – 2024年）
1997年11月末に初めて登場し、当初のエンジンラインナップは4.5Lと4.8Lのガソリン、2.8L、3.0L、4.2Lのターボディーゼル、4.2Lのインタークーラー付ターボディーゼルが用意された。左ハンドル車はGR、右ハンドル車にはGQとそれぞれ異なるモデルコードが設定されているのは先代と変わらない。ピックアップ仕様とSUV仕様が用意されている。
2005年モデルでは、ヘッドライト、各ガードのボックスフレア、テールライトのデザインを大幅に変更したフェイスリフトモデルがリリースされた。ZD30ディーゼルを悩ませていた可変ターボジオメトリーのトラブルは、このマイナーチェンジによって解決された。
同年、日産は販売不振のため、日本でのサファリの販売を中止した。SUV仕様は後に新しいモデルが発売されたが、このY61型系は今でもオフロード愛好家向けに販売されている。ただし、オプションはほとんどない。
2010年に後継車Y62型系が登場したが、こちらはV型8気筒・ガソリンエンジンのみで、独立懸架サスペンションを持つ高級大型SUVとなった。そのため、ディーゼルエンジンで車軸懸架の足回りを持ち、簡素でよりヘビーデューティな用途向けとしてアフリカ、中東市場などではこのY61型系が継続販売されている。生産は日本の日産車体湘南工場で行っている。
2015年8月、豪州日産は、2016（平成28）年度をもって1998年（平成10年）5月に導入以来、実に18年間に渡って販売が続けられたY61型系の販売を全て終了することを発表した。
2024年6月、日産車体は26年の長きに渡って製造されてきたY61型系の製造を終了した。これにより、日産車体湘南工場で生産される車種からフレーム車のラインナップが消え、モノコック専用工場となった。国内日産工場でフレーム車を製造しているのは、日産車体九州工場のみとなる。
TB48DEエンジンは、中東、特にUAEのチューニングコミュニティで非常に人気である。TB48DEエンジンは簡単にチューニングが可能で、2,000馬力（1,500kW）を超える出力を処理できることが示されており、この地域における砂の引きずりなど砂丘や砂漠ならではの課題に対応できる。また、Y61型系は国連機関や、さまざまな国の軍事部門や政府部門向けに製造され、使用されている。主に警備護衛車両、主任人員輸送車、未舗装路が多い地域におけるパトロール部隊の車両として使用されている。

### グレード
ここでは、2023年現在利用可能なグレードのみを載せている。
アフリカ仕様
グレードはGRX、GL、STDの3種類がある。
- GRXには塗装されたサイドミラーとバンパー、17インチアルミニウムホイール、黒地のピラーが装備されている。オーバーフェンダーが標準装備されているほか、ステーションワゴンはAT付ガソリンエンジンとMT付ディーゼルエンジンを選択できる。
- GLには黒地のサイドミラーとバンパー、16インチスチールホイール、黒地のピラー、マッドガードが装備されている。ステーションワゴンはAT付ガソリンエンジンとMT付ディーゼルエンジンを選択できる。
- STDはステーションワゴンにのみ用意されており、黒地のサイドミラーとバンパー、16インチスチールホイール、塗装されたピラー、マッドガードが装備されている。10名乗車可能であり、オプションでタイヤを235/80R16から265/70R16か7.50R16-8PRに変更できる。

中東仕様
中東仕様のグレードには、SUPER SAFARIのみが用意されている。4.8リッターガソリンエンジンに5速MTかATを組み合わせるかを選択できる。ボディカラーはホワイトパールとライトゴールドのみ。
共通装備
オフロード性能
- 215mmの車高
- リアデフロック
- 40km/hで二輪駆動から四輪駆動にダイレクトシフト

快適装備と装飾
- ハロゲンヘッドライト
- キーレスエントリーシステム
- アナログメーター

スピードメーター（0-180 km/h、セグメントディスプレイ付）、タコメーター（0-6,000 rpm、AT車はセグメントディスプレイ付）、燃料計、水温計
- ソフトな手触りの素材を使用した木目調仕上げのインテリアガーニッシュ
- フロントおよびリアの自動空調制御
- 自動速度制御
- サンバイザー間のデジタルマルチメーター
- カーオーディオ内蔵

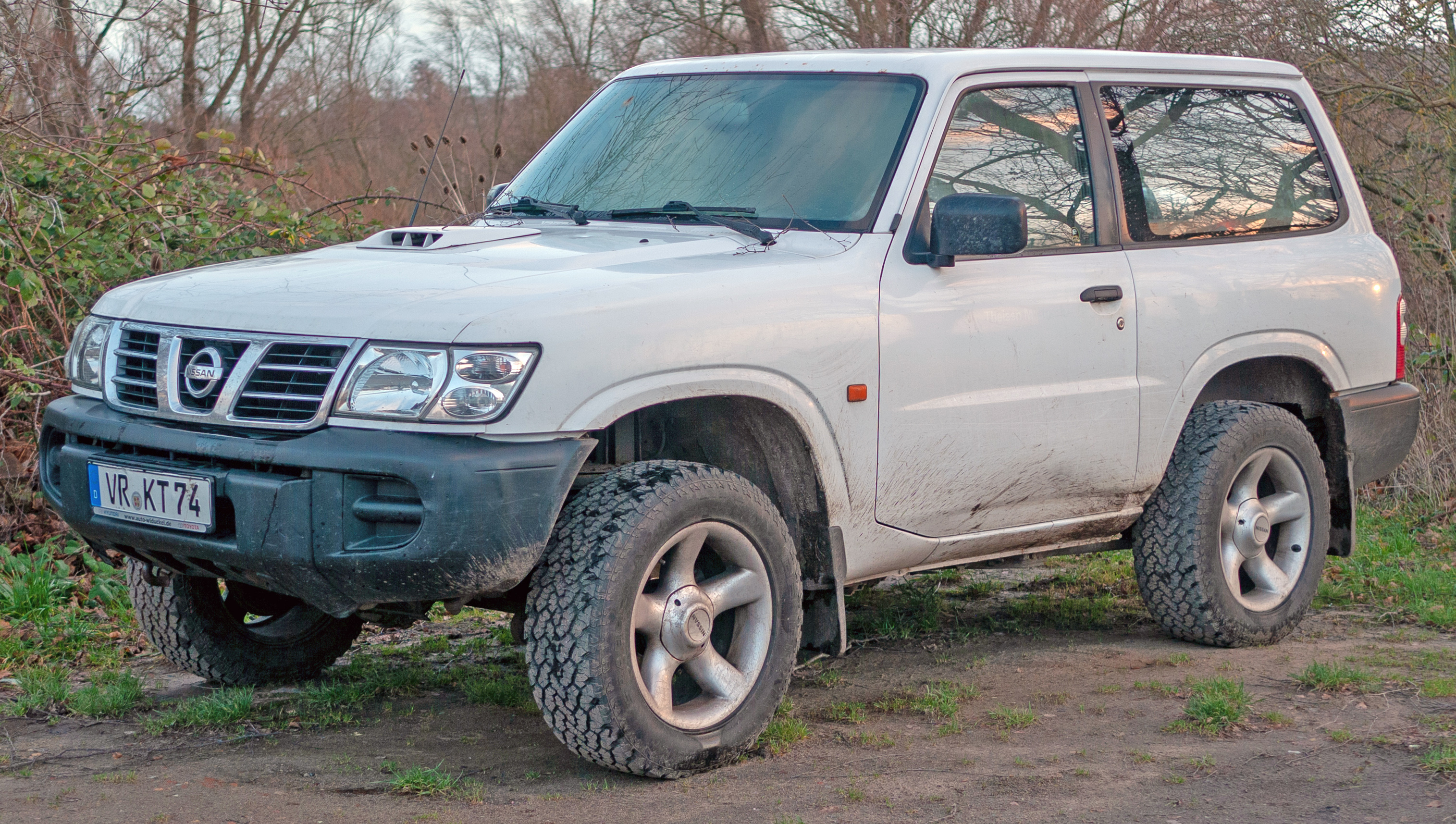
3ドア (フェイスリフト前)
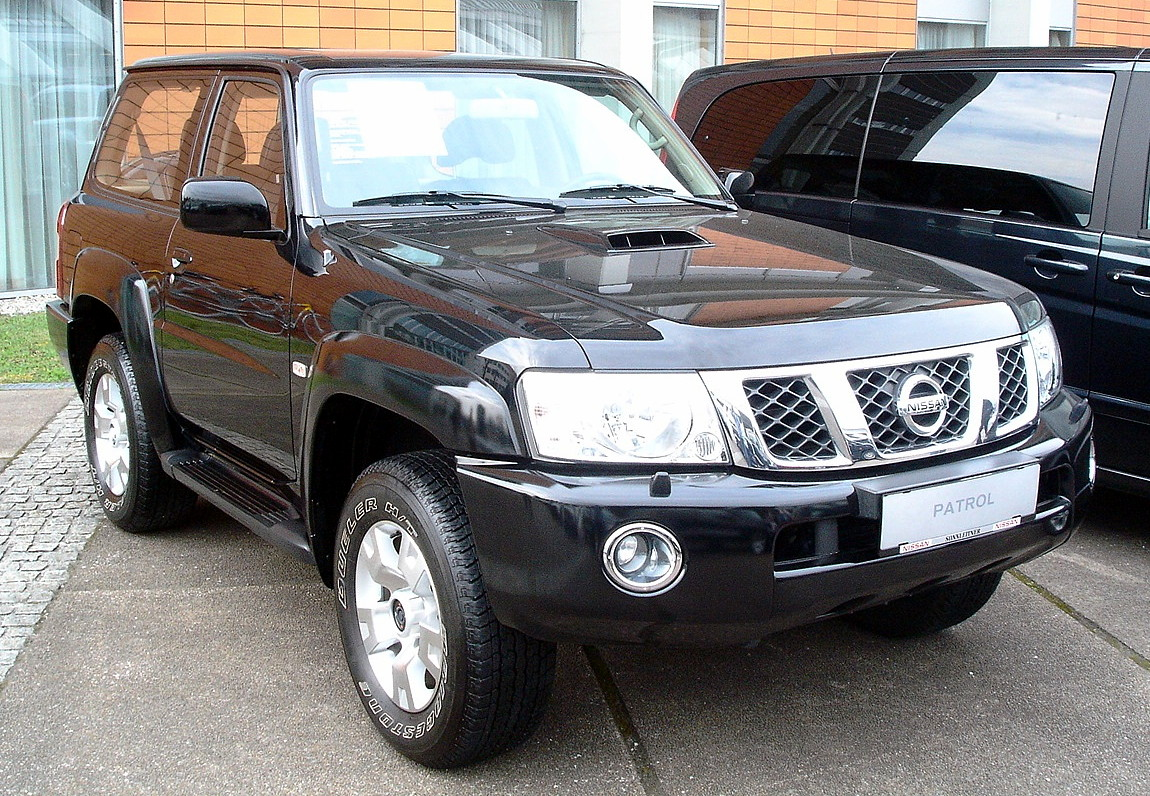
3ドア (フェイスリフト後)
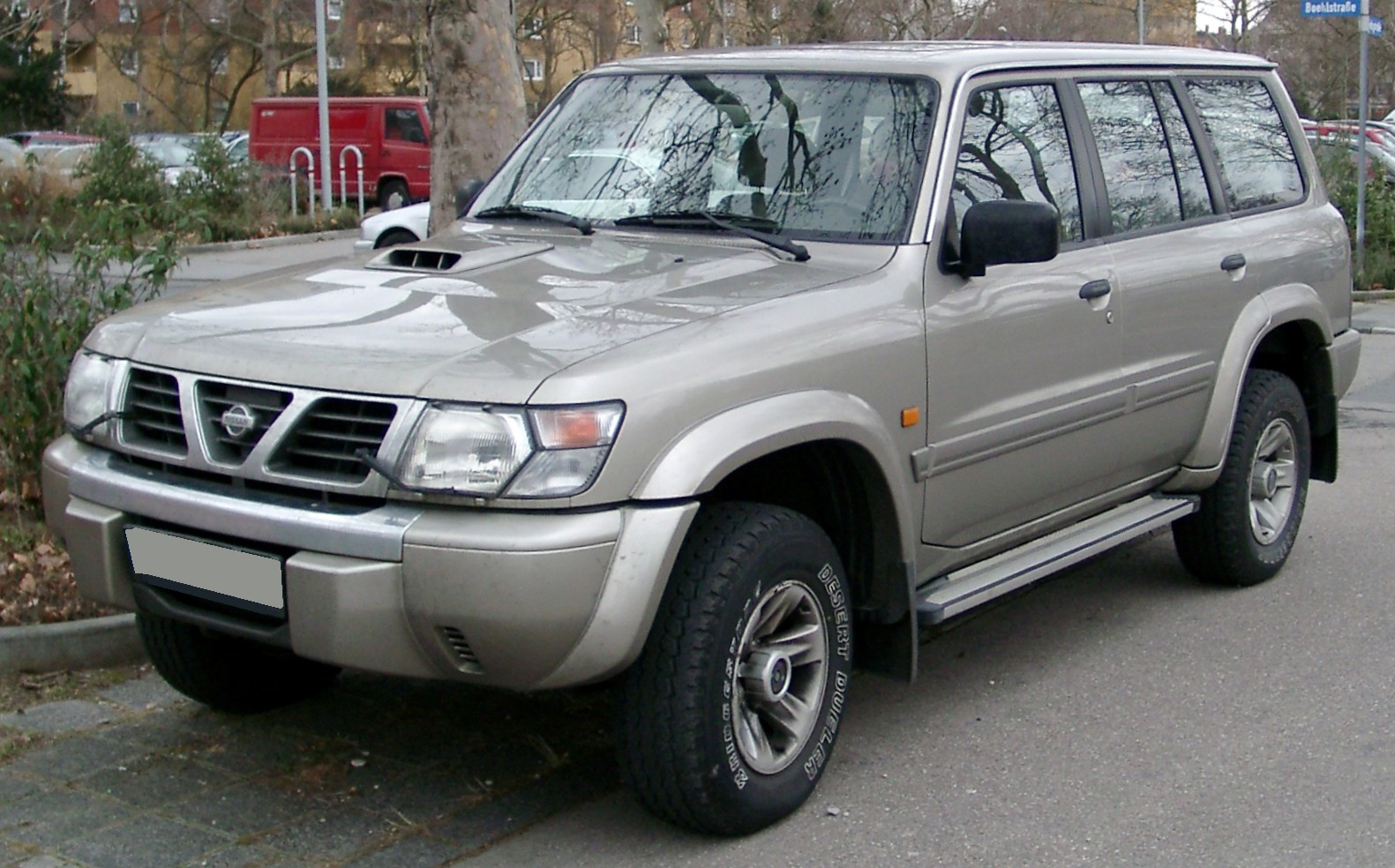
5ドア、フロント (フェイスリフト前)
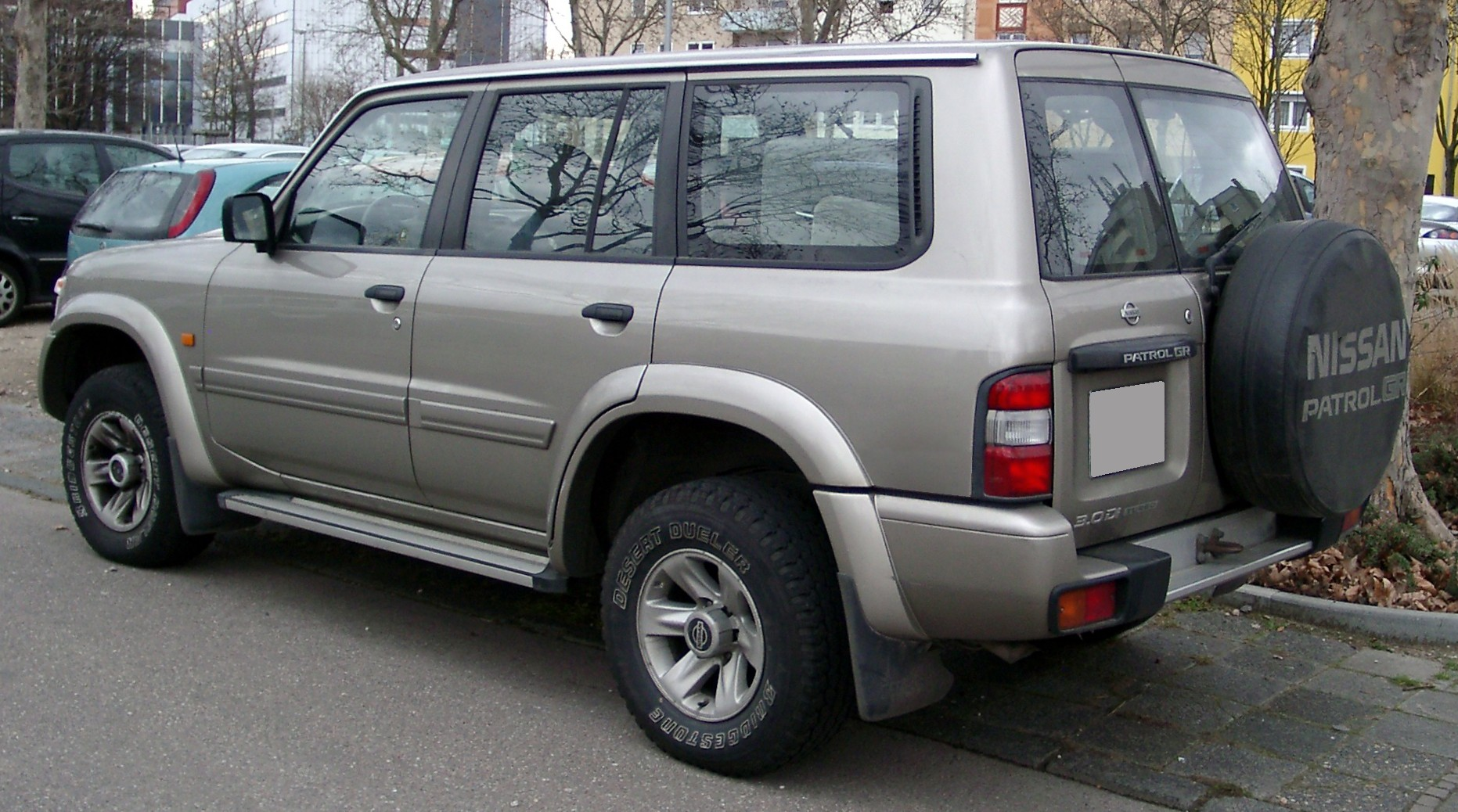
5ドア、リア (フェイスリフト前)

### ピックアップ
日産はビッグマイナーチェンジに伴って、Y61型系の2ドアピックアップ仕様をキャブシャシーとして一部の市場で用意した。SUV仕様と比べるとバリエーションが少なく、インテリアは樹脂製パーツが素地むき出しの部分が多い。
先述した新型パトロールの生産開始に伴ってか、ピックアップ仕様の生産についてはUDトラックスでの生産を2011年1月で終了し、同年6月から日産車体の湘南工場で生産開始した。
2024年1月、日産車体湘南工場での生産を終了。

#### グレード
ここでは、2023年現在利用可能なグレードのみを載せている。
アフリカ仕様
グレードは3名乗りのSTD、2名乗りのSGLの2種類がある。SGLにはキーレスエントリー機能が付いている。

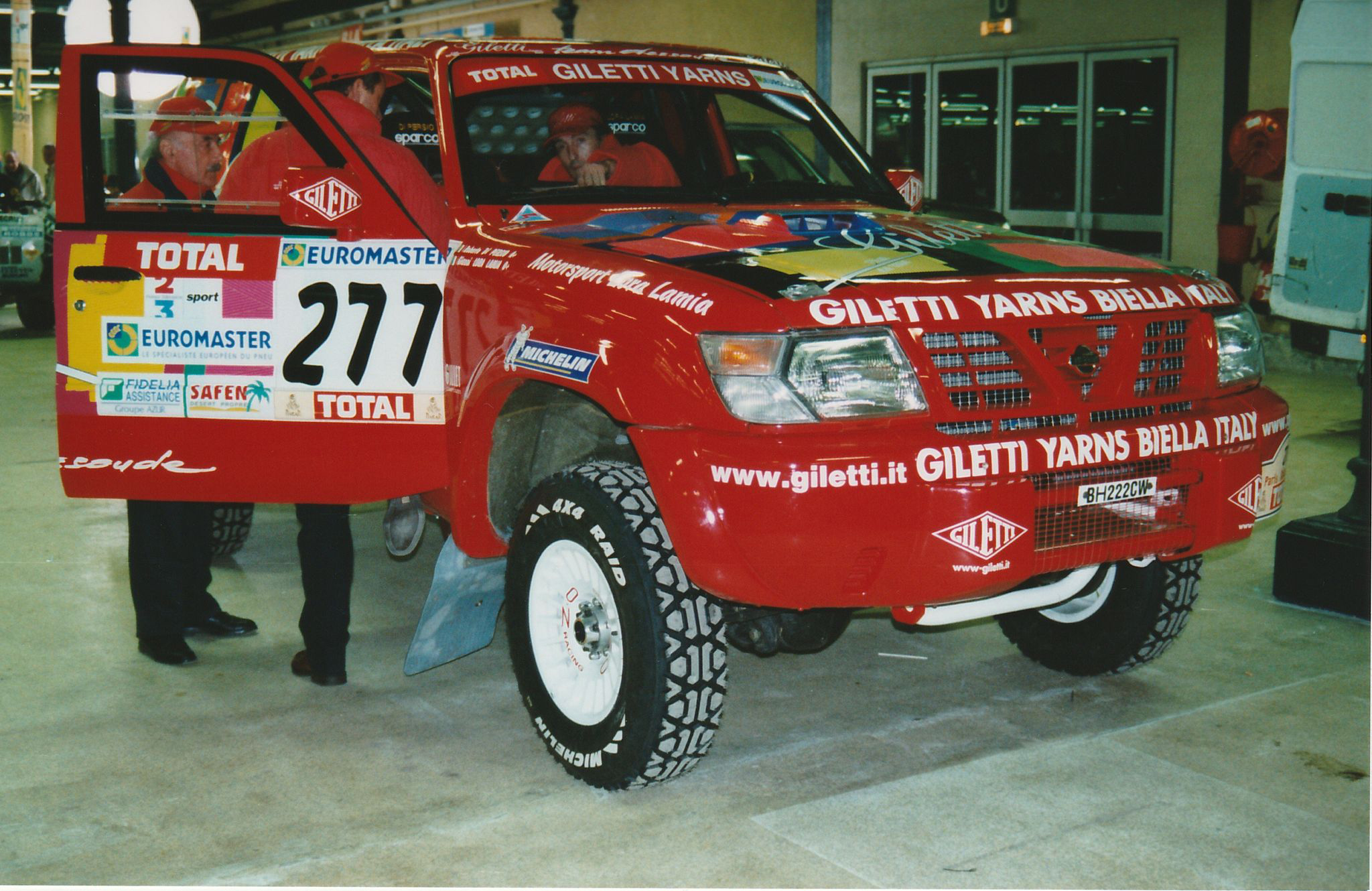
競技車両 (第22回パリ・ダカール・カイロ2000)

## 6代目 Y62型系 （2010年-）
2010年2月発表。Y62型系は主にUAEなどの中東市場の富裕層向けとして開発され、同時に日産SUVのフラグシップと位置づけられ、堂々かつ洗練されたスタイルとなり、内外装の高級感も増している。車体寸法と室内容積も大幅に拡大している。初めて背面スペアタイヤを廃した。3代目インフィニティ・QX（のちにQX80に改称）や2代目アルマーダと共通設計となったことで従来モデルとは性格が大きく変わっており、ディーゼルエンジン、キャブシャーシ、ショートボディの設定は無く、それらが必要な市場向けには、従来のY61型系が継続販売される。本モデルより生産が日産車体九州に移管されている。また、当車は開発段階からカルロス・ゴーンが関与しているとゴーンはインタビューで答えている。
前後輪にダブルウィッシュボーンサスペンションが採用され、パトロール/サファリ史上、初めての独立懸架となった。また、日産車初採用となる「HBMC」（油圧ボディモーションコントロールシステム）は、車線変更やコーナリング時のロールを抑え、舗装路での快適な乗り心地と、砂漠などの悪路での安定性を確保する。
エンジンはインフィニティM56にも搭載された新開発の5.6 L・VK56VD型で、これもパトロール/サファリを通して初のV型エンジンとなった。吸排気系の設計やVVELとECUのセッティングはSUVに合わせてトルク重視とされ、最大出力400 ps、最大トルク 56.1kgmとなっている。組み合わされるトランスミッションは7速ATのみである。
パトロール/サファリでは新採用となるオールモード4X4は、1995年発表のR50型系テラノから使われ、エクストレイルなどでもおなじみのシステムであるが、エンジン出力と車重に合わせて各部は大幅に強化されている。「サンド」、「オフロード」、「スノー」、「ロック」の4モードに切り替えが可能で、ヒルスタートアシストやヒルディセントコントロールなども採用され、オフロードでの運転操作が容易になっている。
北米市場においては、2016年より2代目アルマーダとしても販売されるため、QX80、パトロールとともに3兄弟体制となった。また、名前自体は異なるものの、パトロールの北米市場での販売は60型系以来となる。

### フェイスリフト
2014年6月にはマイナーチェンジが行われ、レッドエレメントのテールライト、グローブハウジング、LEDヘッドライトが内蔵された。インテリアカラーにタンが追加され、新しいホイールセットが追加された。また、特別仕様車として200台の限定生産のパトロールブラックスペシャルエディションが導入された。赤いシート、クロームのディテール、黒のマットな外装塗装スキームなどが専用パーツとして装備される。
2019年に2回目のフェイスリフトを受けました。デザインは、ブーメラン型の前後ライトとフロントマスクは大型になったVモーショングリルが特徴的なものに変更された。車線維持支援、前方衝突警報、前後自動緊急ブレーキ、リアクロストラフィックアラート、ブラインドスポットモニタリングなどの日産の運転支援機能「インテリジェントモビリティ」を搭載する。
2021年12月、中東で70周年アニバーサリーモデルが発表された。再設計されたグリルが特徴で、インテリアには、ワイヤレスのApple CarPlayとAndroid Auto接続を備えた12.3インチのインフォテインメントスクリーンと、新しい10.1インチのリアエンターテインメントスクリーンが搭載されている。

### パトロールNISMO
2015年10月7日、NISMOブランドの中東市場への導入に合わせて、「パトロールNISMO」が発表された。NISMOの「TAKUMI（巧）」チューンにより、出力はベースエンジンの400hpに対して、28hp増加した。内外装も、NISMO独自のデザインとなっている。
2019年のSUPER GTでは、シーズン第2戦からレスキューシステムのFROにパトロールNISMOが導入された。この車両はそれまで運用されてきたスカイラインクロスオーバーから役目を引き継いで活躍する。サスペンションはビルシュタイン製ショックアブソーバーでアップグレードされ、22インチの鍛造合金ホイールが装着される。

### ギャラリー
2010 - 2014年モデル

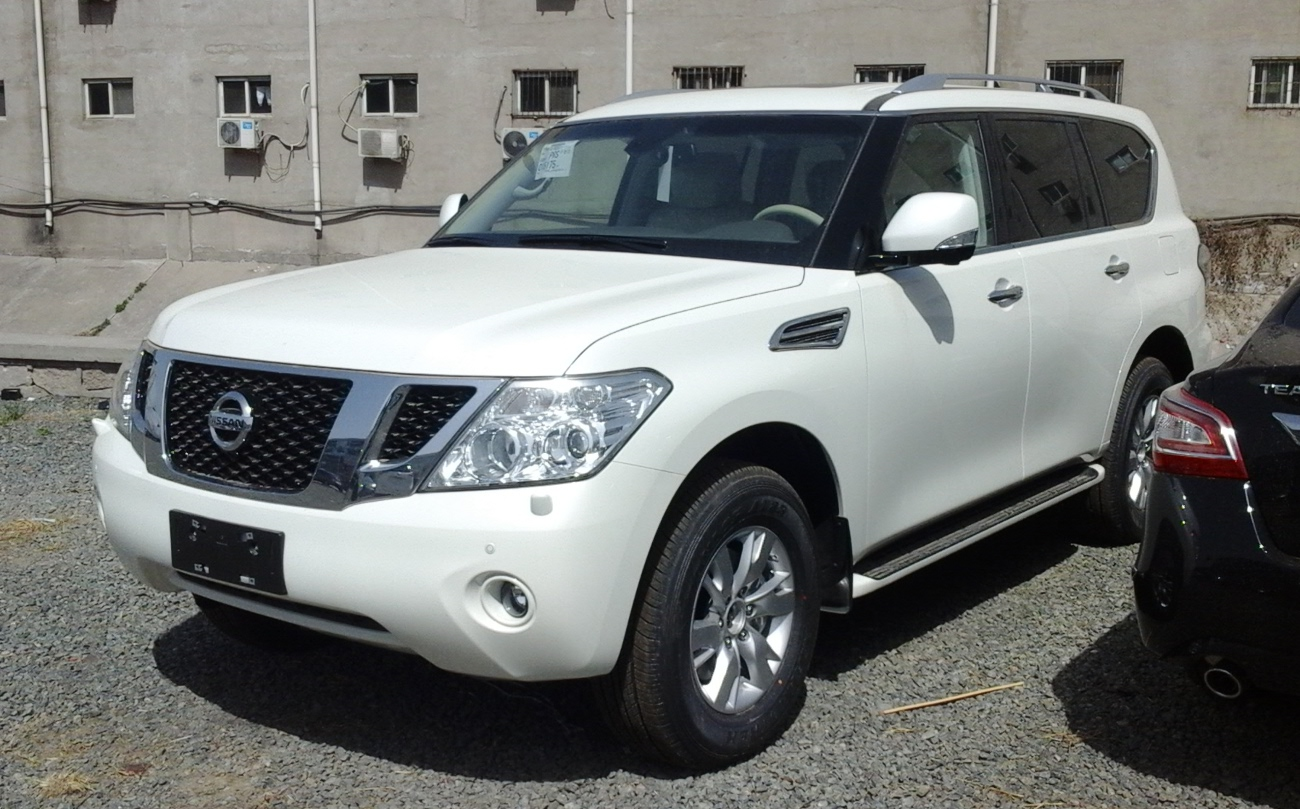
フロント
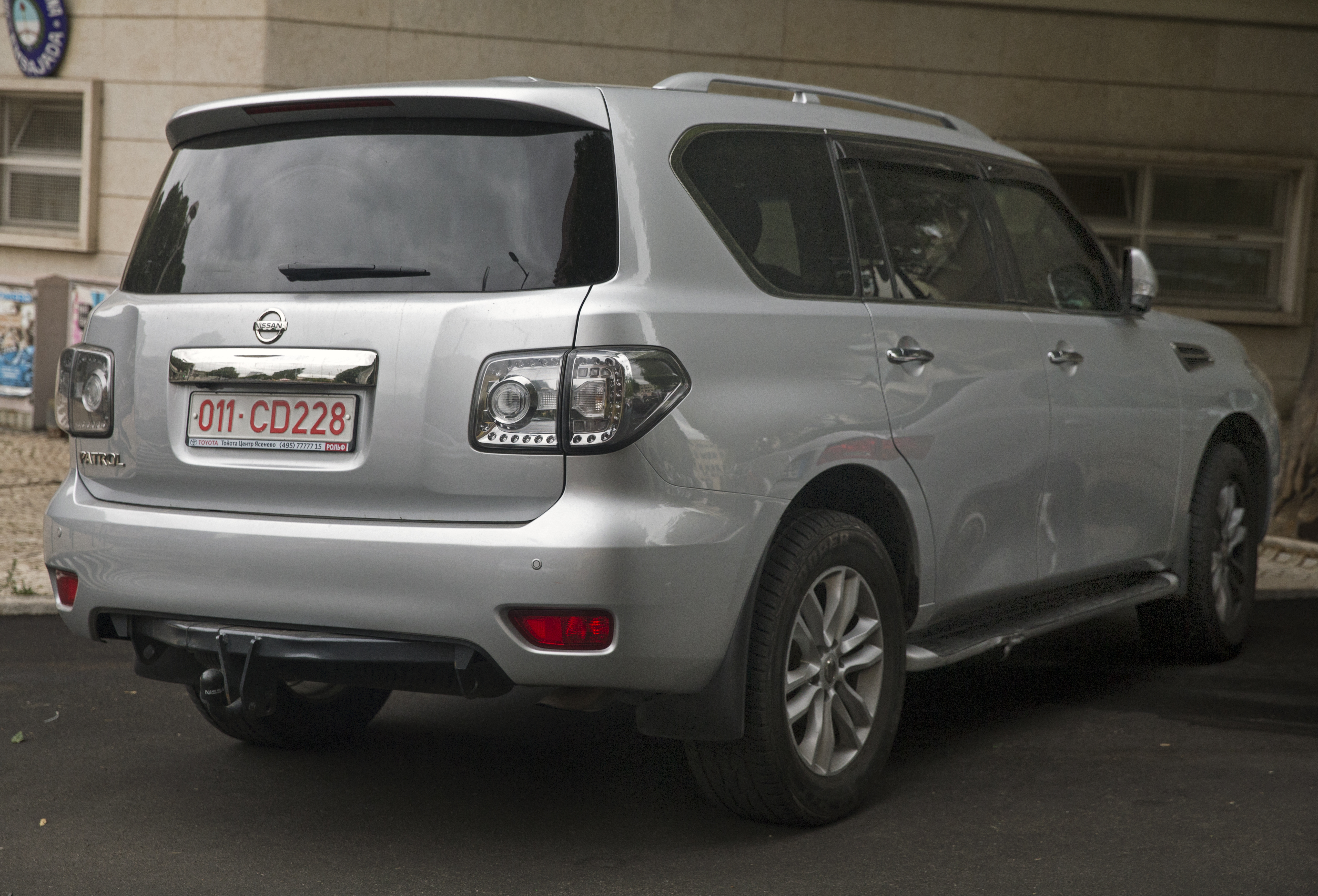
リア
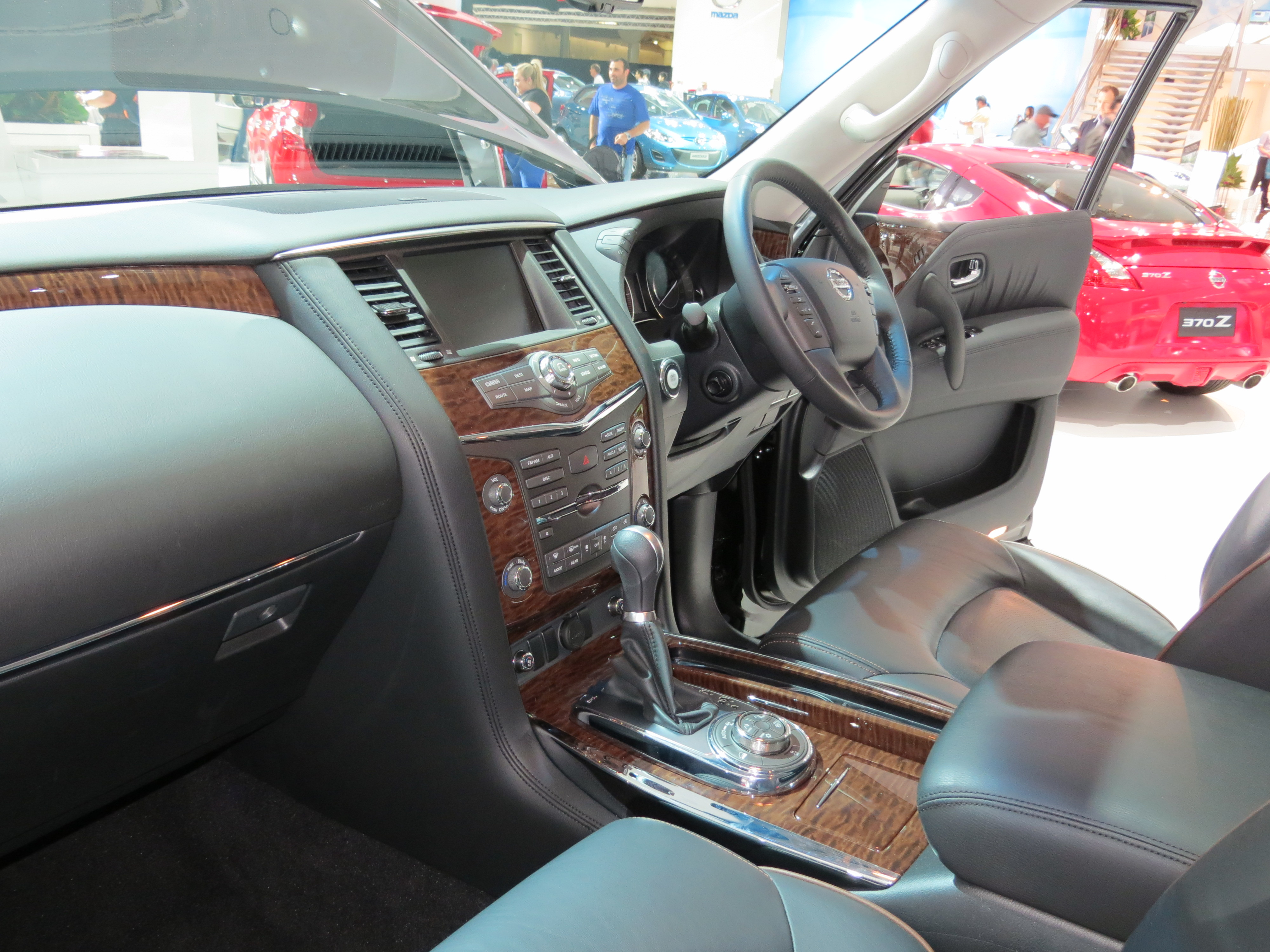
インテリア
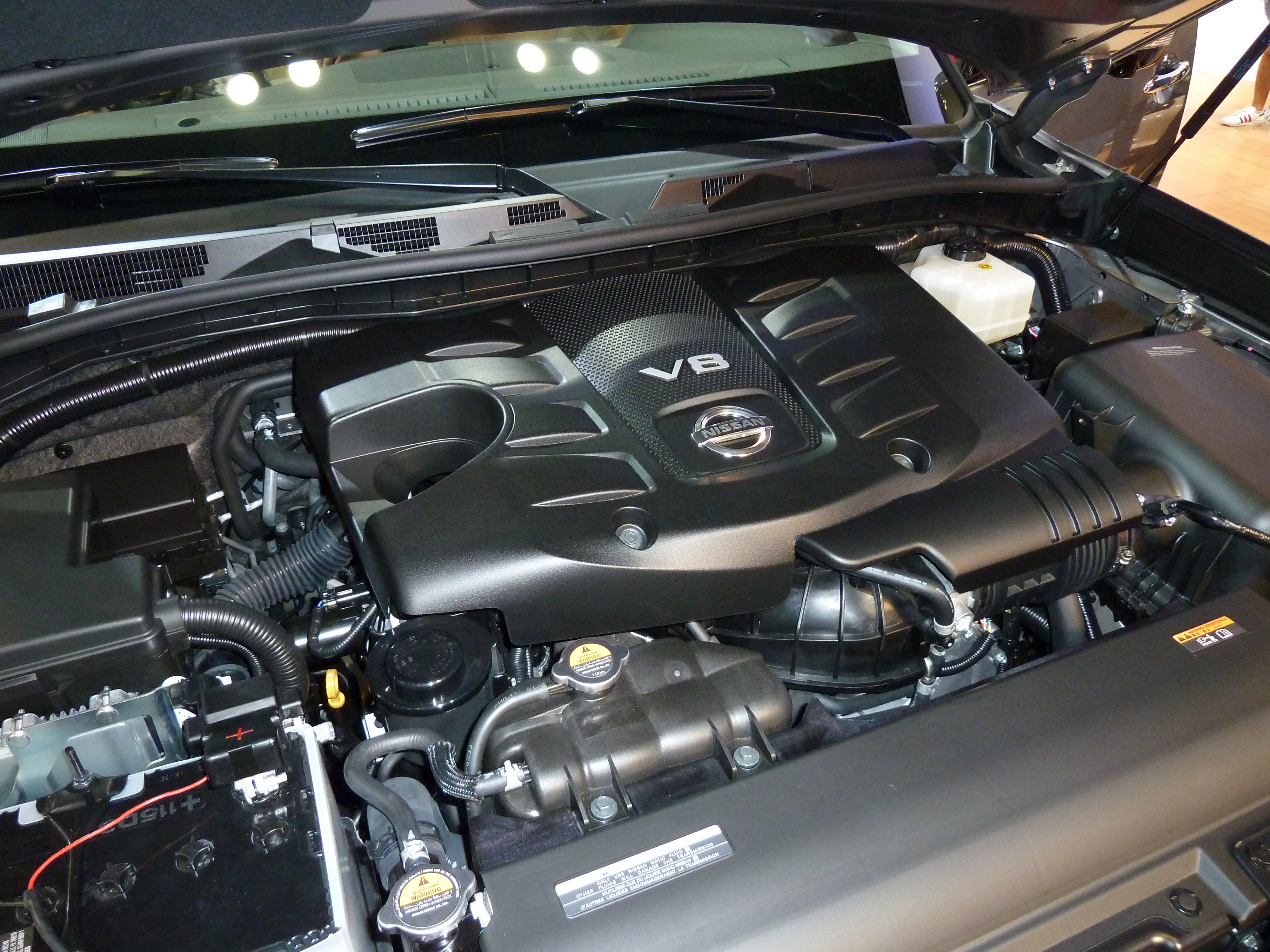
エンジンルーム

2015 - 2019年モデル

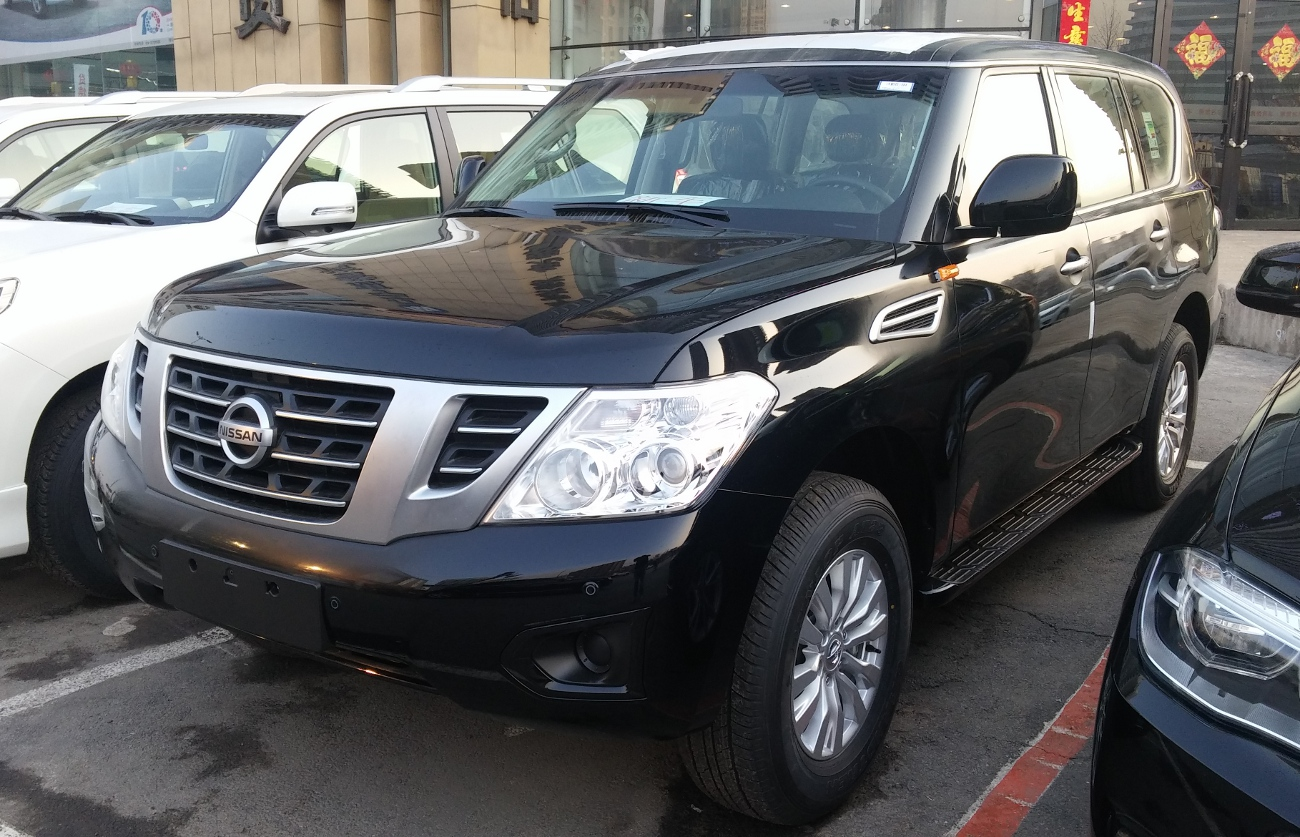
フロント
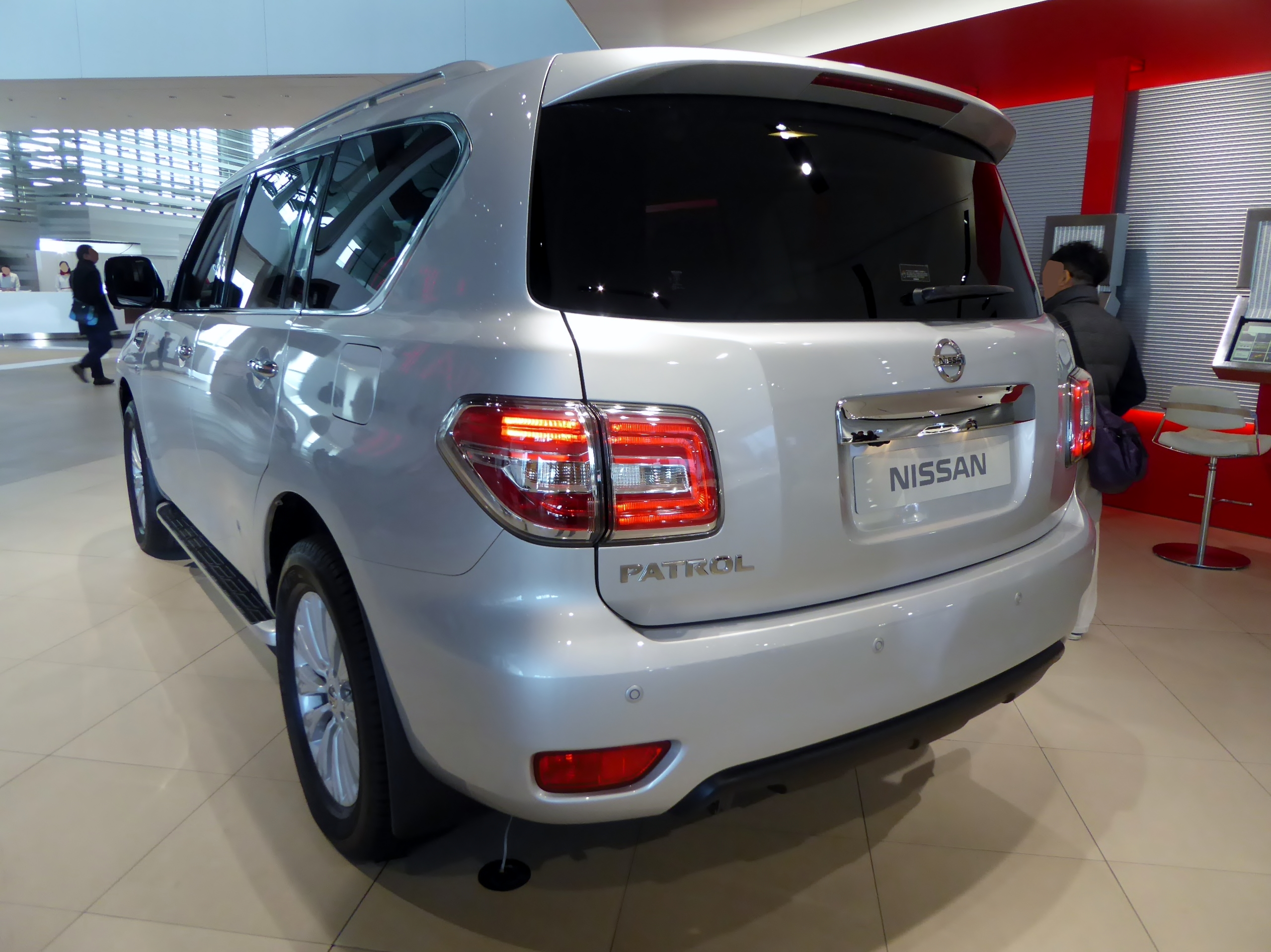
リア
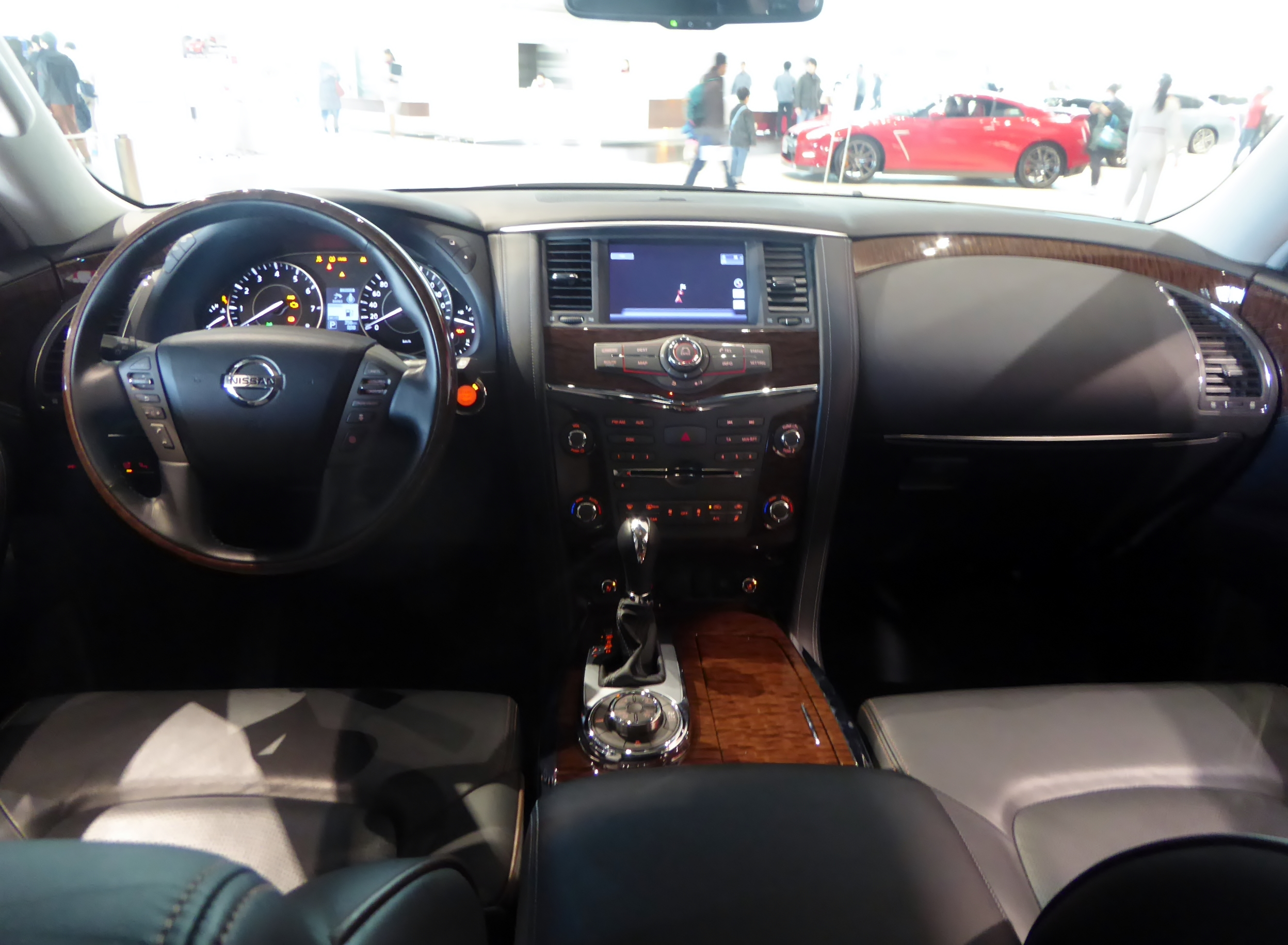
インテリア

2020年以降のモデル

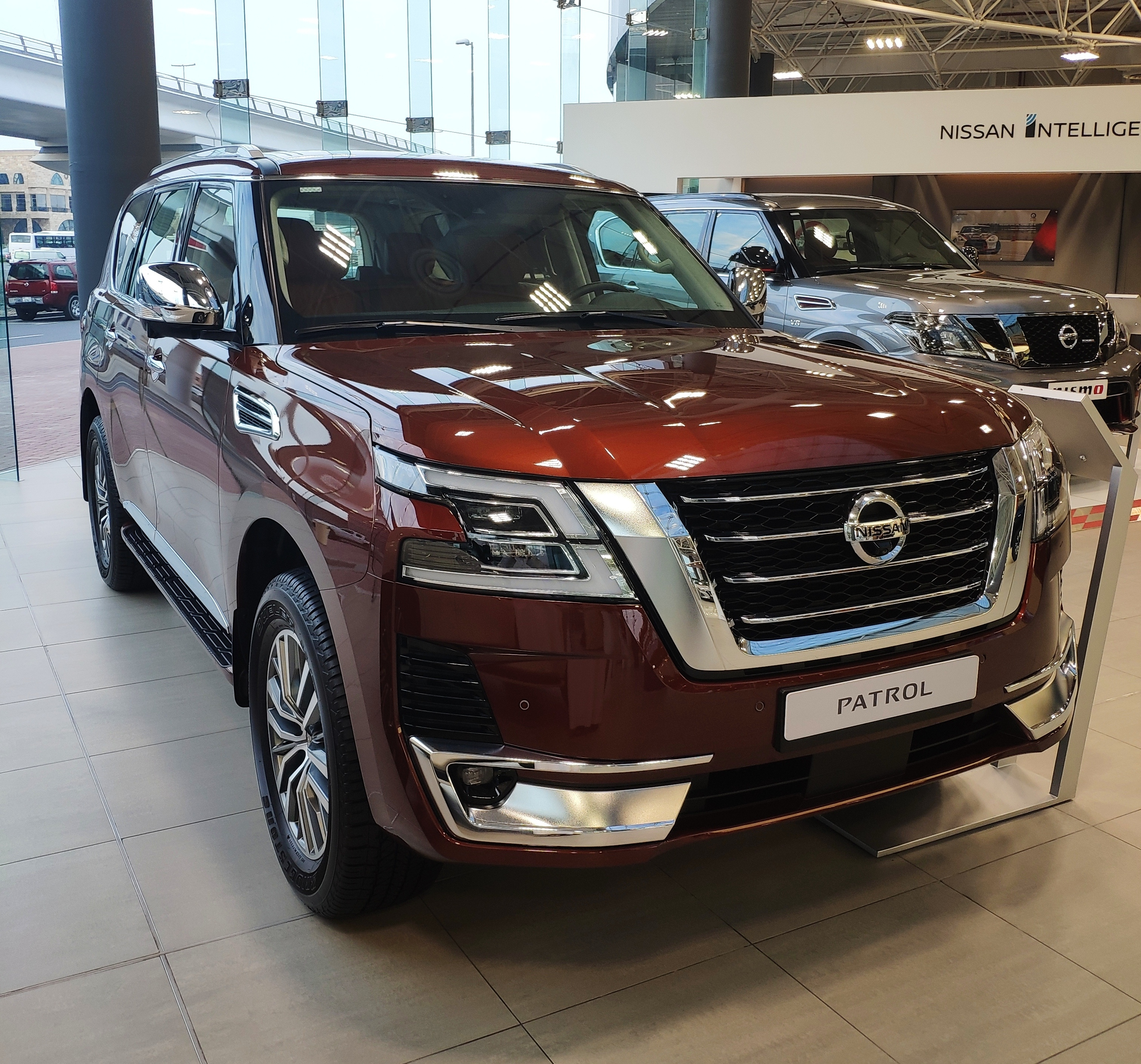
フロント
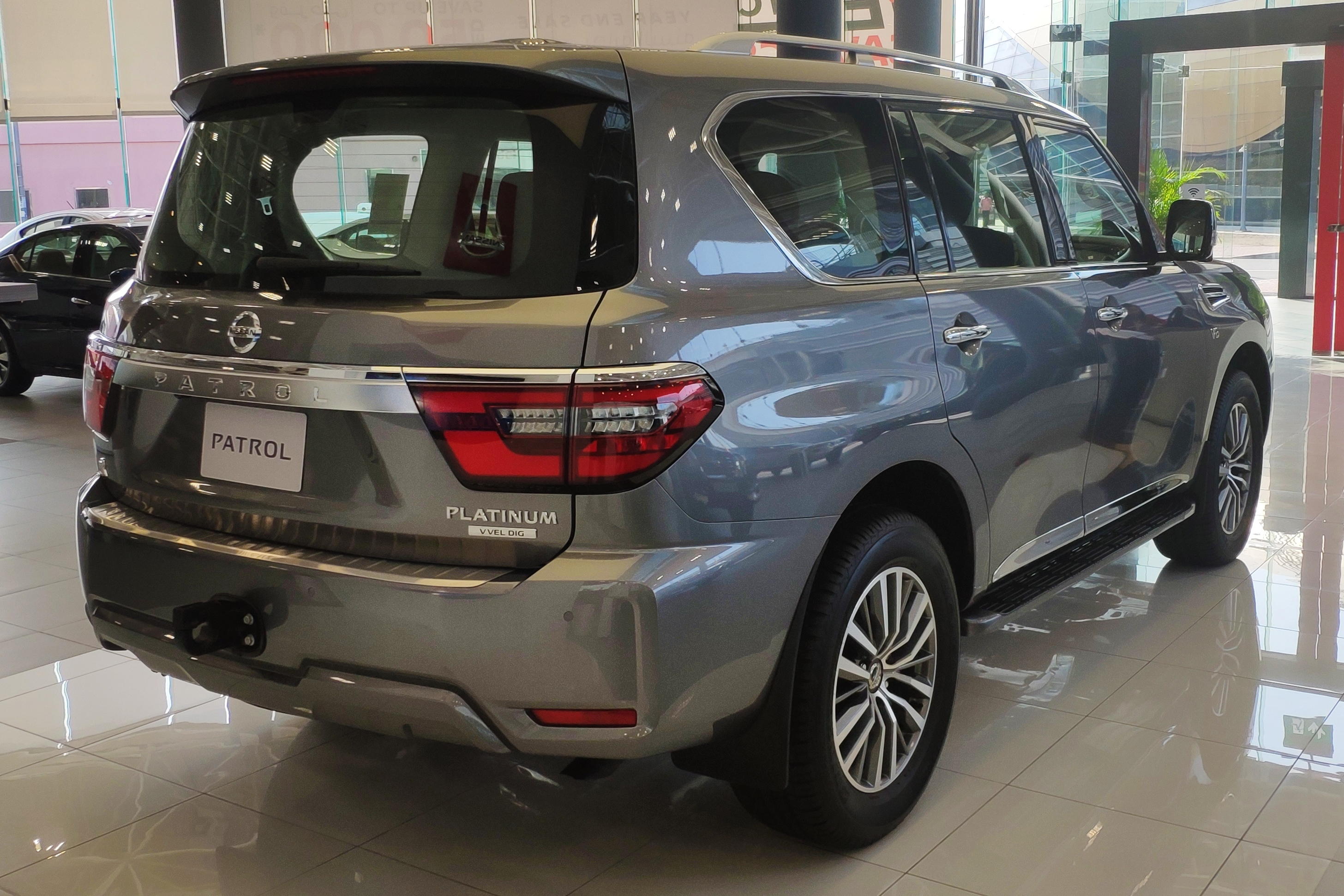
リア
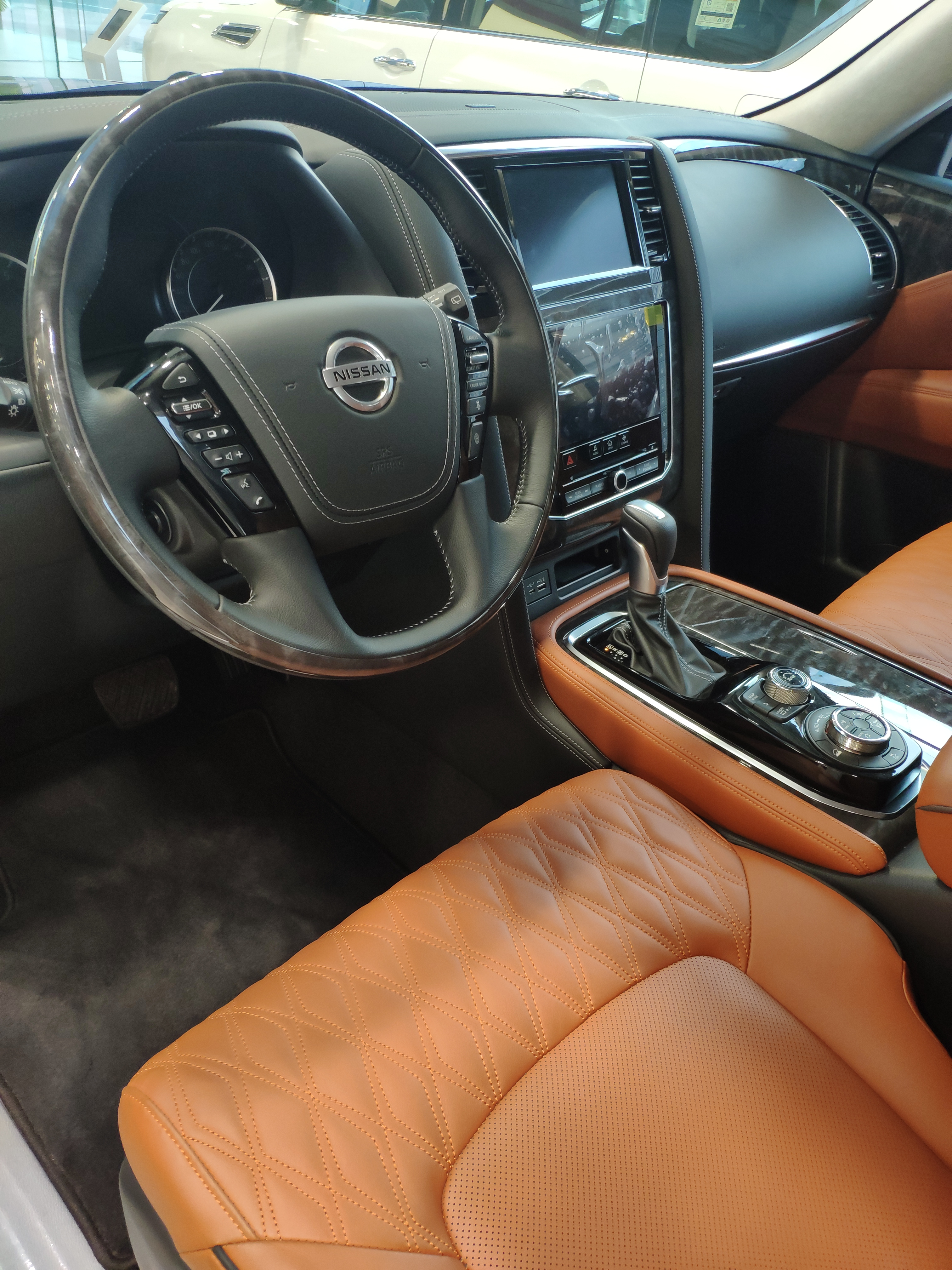
インテリア
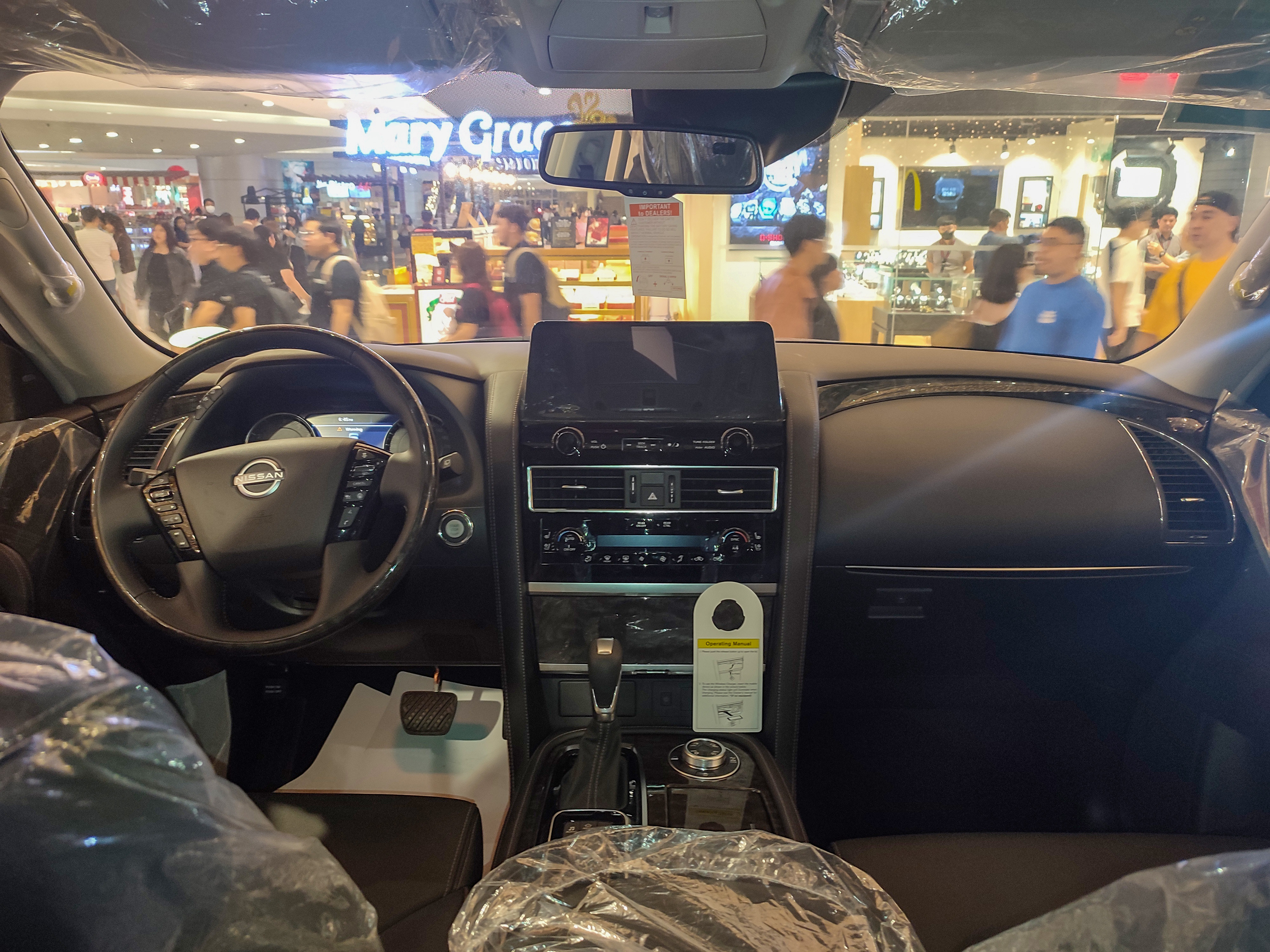
インテリア（70周年アニバーサリーモデル）

パトロールNISMO

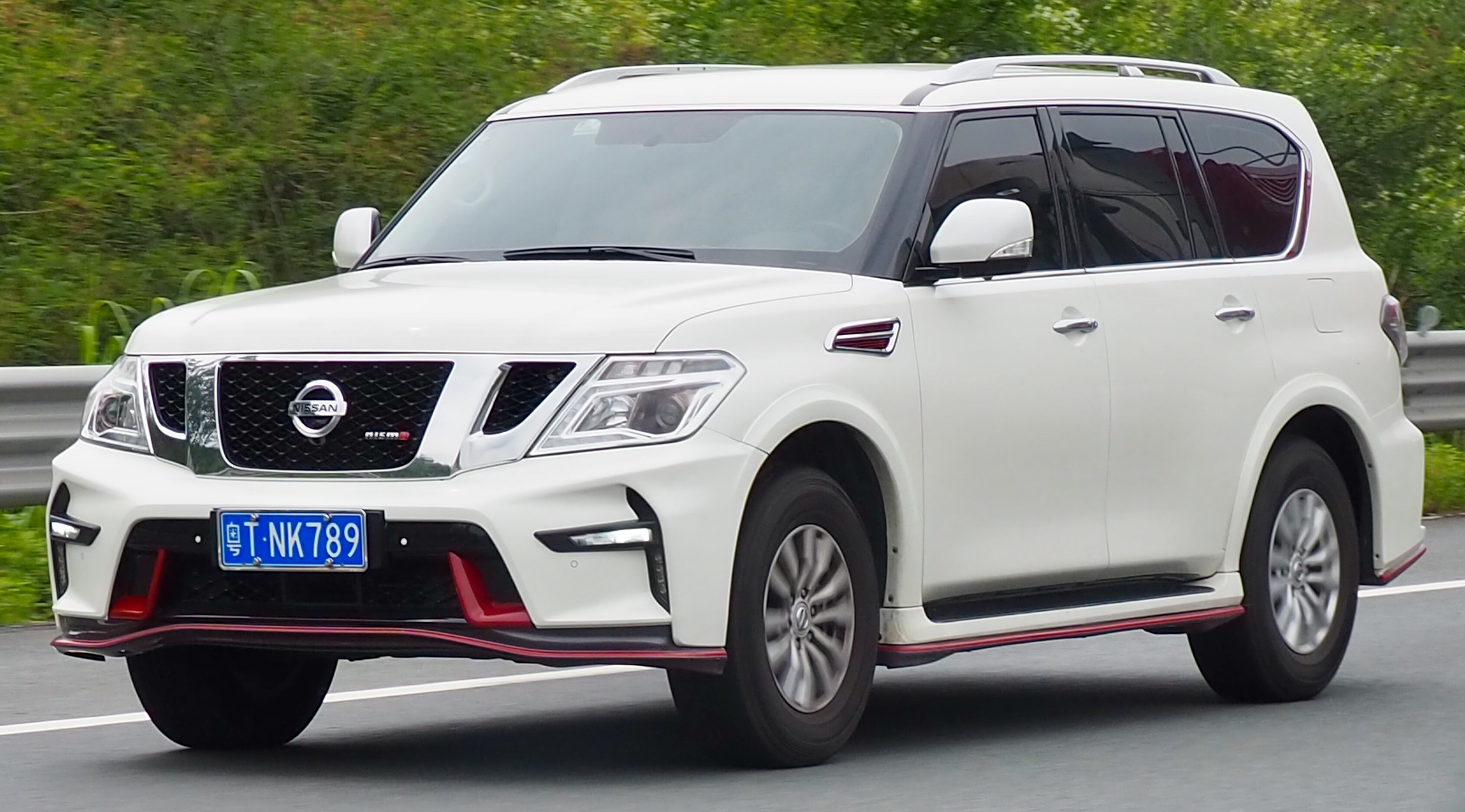
パトロールNISMO (2015-2019年モデル、フロント)
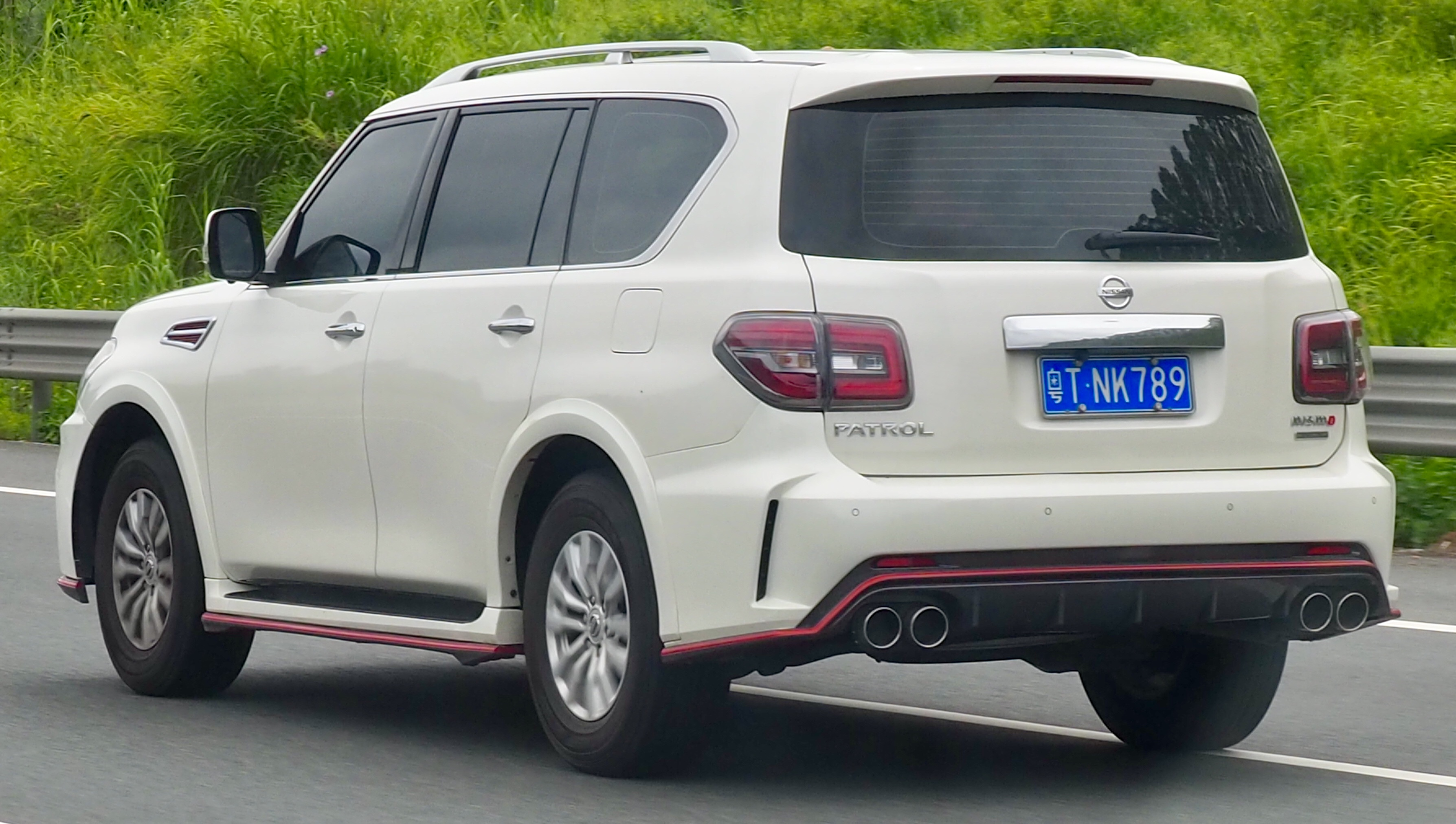
パトロールNISMO (2015-2019年モデル、リア)
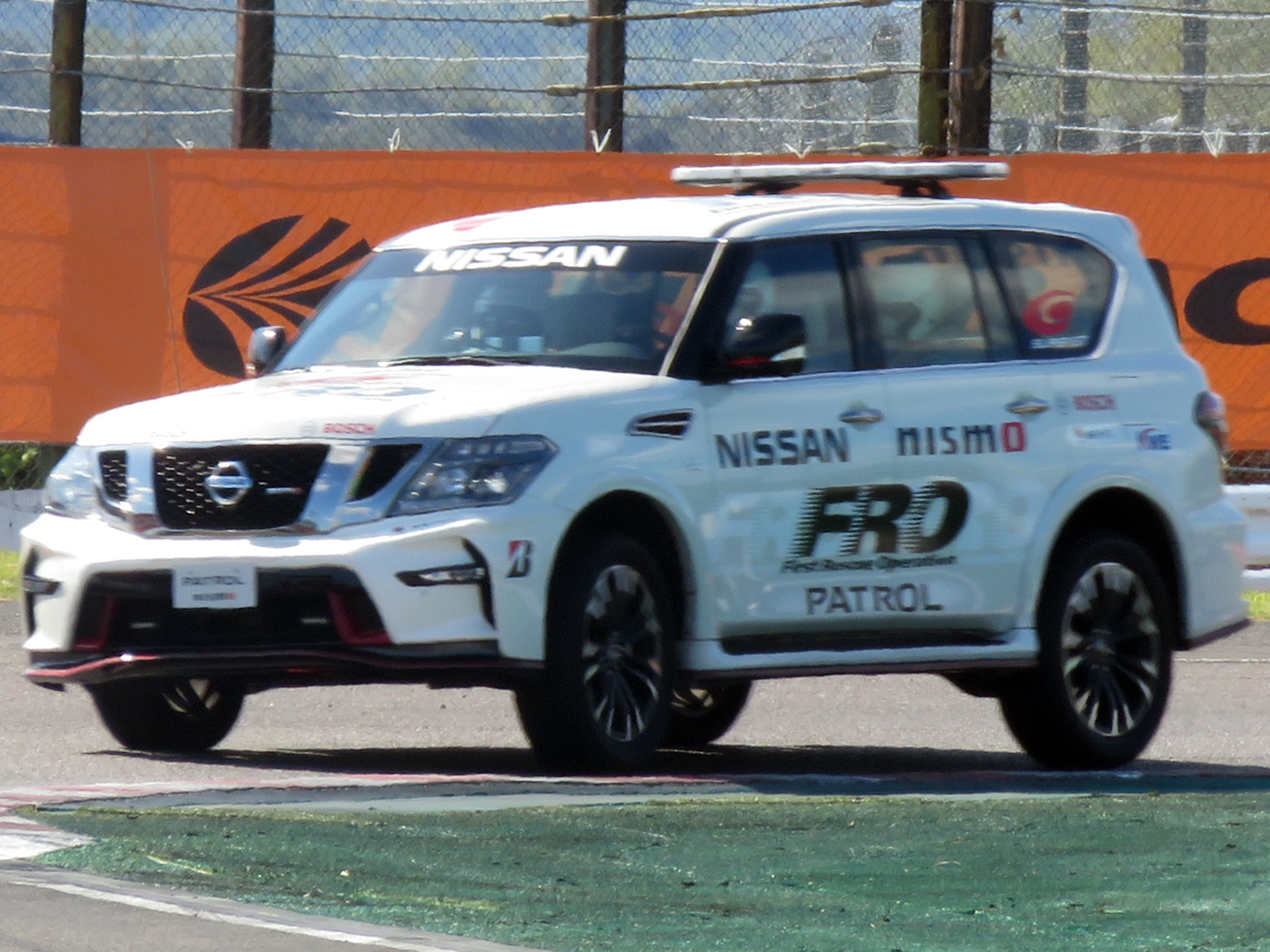
SUPER GT救護車両

## 車名の由来
「パトロール」は英語の「巡回」、「斥候」、「警衛」、「巡行」、「偵察隊」、「監視者」を意味する。
なお、トヨタ自動車でも日本の警察向けのパトロールカーをトヨタ・パトロールの名で1955年（昭和30年）から1957年（昭和32年）まで製造・販売していた。これはその後、トヨタ・パトロールカーへと改称され、トヨタ・クラウンパトロールカーとして継承されている。